# Keleti szőnyeg

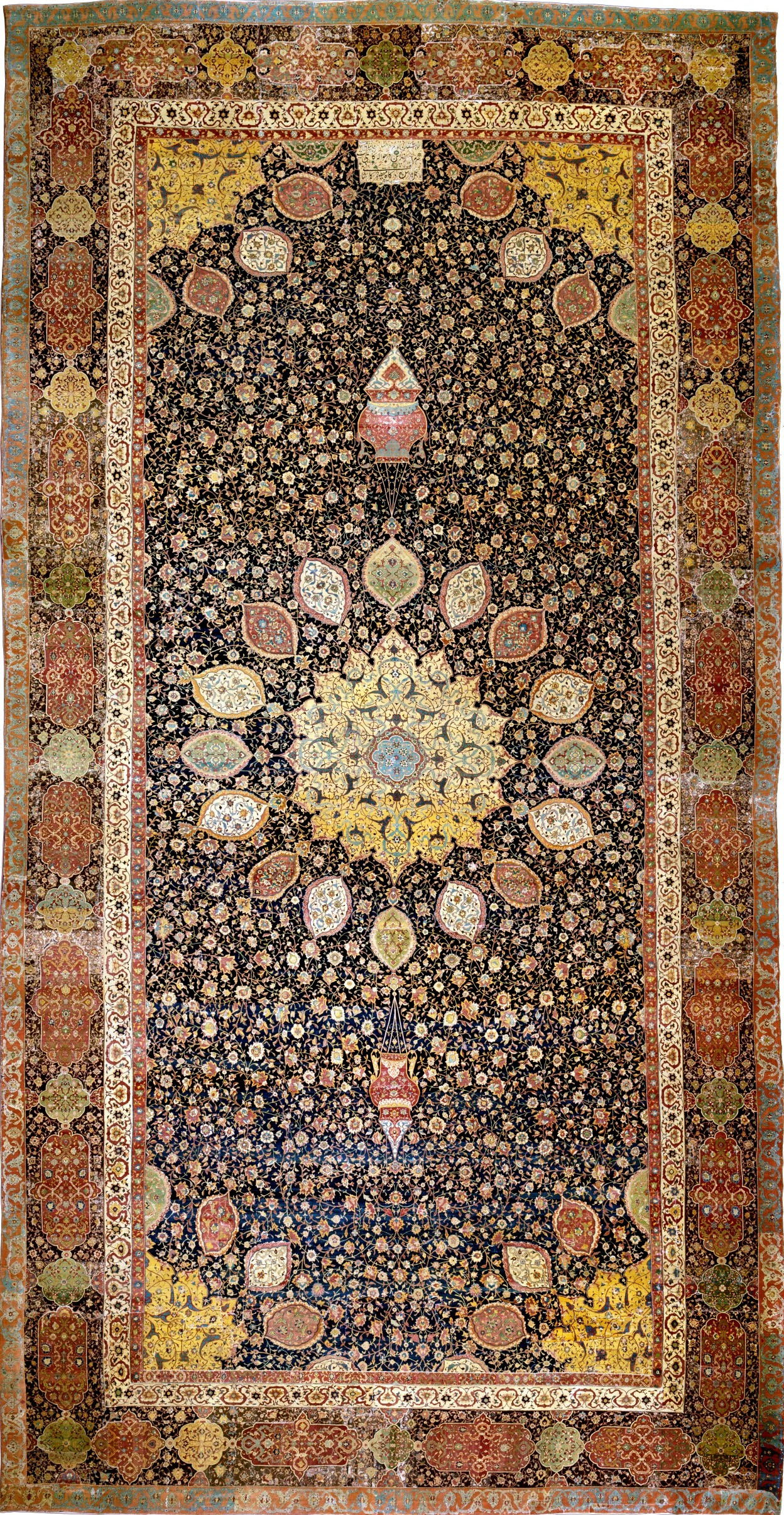
Az Ardabil-szőnyeg, 1540 k

Keleti szőnyegeknek az iszlám világban és a Távol-Keleten készült szőnyegeket nevezik. A szőnyegkészítés ezeken a területeken hosszú múltra tekint vissza, a szkíta-nomád időkig. Használatuk különféle: falra akasztják, sátorban, földre terítik, takaróznak vele, vagy imaszőnyeg. A keleti szőnyegek abszolút többségben az iszlám kultúra termékei, amelyek átvettek bizánci, kínai, szászánida illetve hellenisztikus elemeket. A németalföldi festménynek alapján elmondhatjuk, hogy nagy volt a hatásuk az európai szőnyegkészítésre is, bár itt az ülőbútorok hagyományos használata miatt a falikárpitok voltak az elterjedtebbek. Készülhetnek csomózással vagy szövéssel. Legkorábbi ismert utalások a keleti szőnyegekre a 9. századból származnak, a legrégibb leletek az Altajiak, ilyen a Kelet-Turkesztáni 1,8×2 méteres jégbe fagyva talált paziriki gyapjúszőnyeg. A szászánidák szőnyegszövési hagyományait I. Khoszroész legendás, mintegy huszonhét négyzetméteres szőnyege szemlélteti a ktésziphóni palotából, amelyet a mondák azóta is az egyik legértékesebb szőnyegnek tartanak.

## A szőnyegkészítés technikái és anyagai

S-sodratú és Z-sodratú fonal

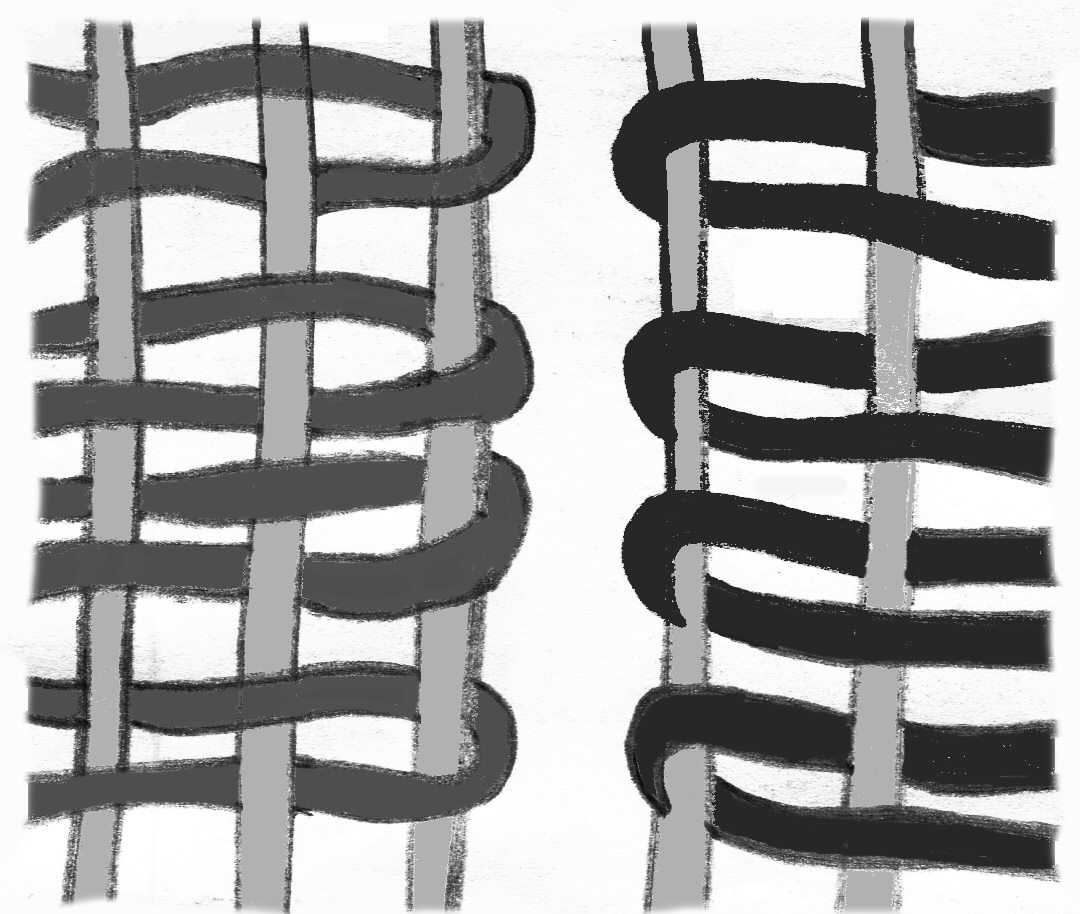
Szövéstechnika a leginkább elterjedt szőtt kilim szőnyegnél

A keleti szőnyegek gyártásához gyapjú-, pamut-, len-, kender-, juta-, selyemfonalakat, kecske- és teveszőrfonalakat használtak. A fonalakat S- illetve Z-sodrattal fonták.

### Szövött szőnyegek

Szumak szőnyeg

A szövött szőnyegek esetében a láncfonalakat hosszirányban a szövőszékre feszítették, két vízszintes rúdra, és a vetülékfonalakat ezekhez képest vízszintesen vezették át. A szövött szőnyegek legfontosabb típusai:
- szumak szőnyeg
- szaracén szőnyeg
- Kilim vagy kelim
- ikat
- dzsidzsim
- palasz

### Csomózott szőnyegek

A csomózás technikája

A csomózott szőnyegek nagy részében egy alapszövetet képeznek, és a lánc- és vetülékfonalak kereszteződéseiben a láncfonalak közé csomósorokat alakítanak ki. Minden csomó áthurkol két láncfonalat és a fonalak végei elől állnak ki. Az alapszövet vetülék- és a láncfonalai ezért nem is láthatók. A csomósorokat vetülékkel zárják, majd ezt egy erre szolgáló „fésűvel” erősen leütögetik, ezzel biztosítják, hogy termék egyenletes sűrűségű legyen. Törökországban, a kaukázusi és Perzsia északkeleti régióiban, amit elsősorban a kurdok laktak, a török vagy gördesz (jordes, gordesz) csomót (a török város Jordes után, de anatóliai csomónak is nevezik) használták. Ennél minden második láncfonal két csomóvéget tartalmaz. Elterjedt volt a perzsa, vagy szenné csomós eljárás is (Szenné perzsa város után elnevezve), főleg perzsa területeken és Indiában. Ezek aszimmetrikus elrendezésben tartalmaztak csomóvégeket és a gordesz csomóval ellentétben minden láncfonalrésben egy csomóvég található.
Fontosabb csomózott szőnyegtípusok:
- Indiai szőnyeg
- Karabag szőnyeg
- Lengyel szőnyeg
- Örmény szőnyeg
- Savonnerie-szőnyeg
- Tebrisz szőnyeg

## Színezés
A szőnyegek színezésére növényi és állati eredetű színezékeket alkalmaztak. Megszokott volt a szervetlen színezék is, például a vasrozsda.
A növényi eredetű színezékeknek sok olyan tulajdonsága van, ami rendkívül előnyös a színtartóság szempontjából. Növényi festőanyag a festőbuzér a vörös, az indigócserjék, zuzmók és algák főként a kék színekhez, a sárgához citromhéj, kurkuma, orleancserje, sáfrány, zöld színhez a pórsáfrány. Feketét csak ritkán, kis felültre használtak, ezt a gránátalmafa kérgével borkősavval, vasrozsda felhasználásával érték el. Állati eredetű pl. a lengyel bíborpajzstetű, amelyből a 16. század közepéig a kármin színt állították elő.
A 19. század közepén (1856 William Henry Perkin, az anilin felfedezése) gyakorlatilag megszűnt a természetes anyagokkal való színezés, áttértek a kémiai színezésre. Ezt még a perzsa kormány sem tudta megakadályozni, amikor megtiltotta a szintetikus színezékek előállítását.
A színezési módszerek családi vagy műhelytitkok voltak. A gyapjú minősége kihat a színárnyalatra is. Egyáltalán nem használtak előrerajzolt mintát, ez csak a manufaktúrák kialakulása után alakult ki.

## Gyakori motívumok

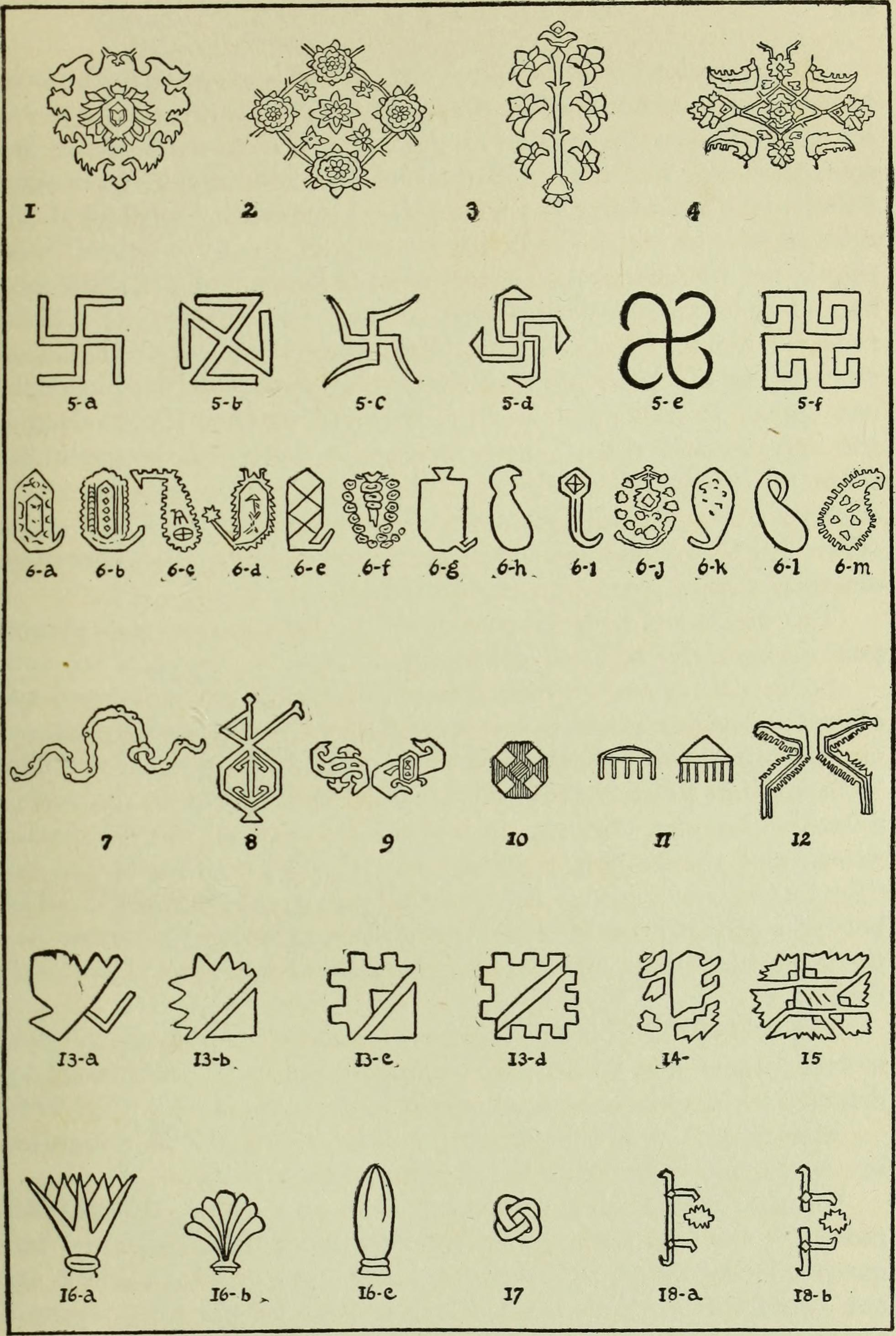
Gyakori motívumok: 1. Abbász sah minta 2. Mina Kháni minta 3. Guli Hinnai 4. Heráti design. 5-a, b, c, d, e, f. Svasztika 6-a, b, c, d, e, f, g, h, i, j, k, 1, m. Körte 7. Felhőképek 8. Kancsó. 9. Kis-ázsiai és örmény motívumok 10, nyolcszögek 11. Fésűk 12. Melez szőnyegmotívumok 13-a, b, c, d, 14,15. Hagyományos levélformák a kis-ázsiai szőnyegekben 16-a, b, c. Lótusz 17. Csomó 18-a, b. Dagesztáni és kabisztáni motívumok

1. Rombuszminták 2. Csillagmotívum 3. Nyolcszögminta 4. Meanderek 5. Betű formájú szegélydíszek 6. "Borbélybot"

1. Oromcsipkés dísz 2., 3., 4. Kampós dísz 5. Borospohár 6., 7. Türkmén vonal 8. halcsontváz 9. 10., 11. Rozetták, levéldíszek 12. Szaracén hármaslevél 13., 14., 15. Indák, ágak

A szőnyegek bizonyos rendszer szerint, elsősorban a minták beosztása alapján jellemezhetők:
A belső, a fő mintaelemeket tartalmazó nagy felület a tükör, ezt általában egy keret foglalja be. A keretet szélesebb keretsáv, azt a keretszegély határolja, amely állhat külső és belső elrendezéssel.
Tükörben és szegélyen is előforduló mértani motívumok:
- kereszt (nincs szimbolikus jelentése, kivéve a keresztény örményeknél). Főleg egyenlő szárú görögkereszt a Kaukázusban, Kelet-Turkesztánban
- háromszög: boldogság, anyaföld
- sakktábla: beludzsisztáni és turkesztáni napszimbólum
- szvasztika
- kör: Buddha jelképe
- rombusz: Perzsiában vallási szimbólum, minden keleti szőnyegeken megtalálható
- csillag: ősi zsidó szimbólum, Kaukázusban gyakori
- nyolcszög

Szegélydíszek
- cikkcakk, a folyóvíz szimbóluma
- meander
- futókutya
- kulcs díszű szegély
- betű formájú szegélydíszek
  - T (Kína)
  - X, Y (Teke, Buhara)
  - S, Z (fény és istenség)
- borbélybot-szegélydísz (angol elnevezés, ahol a borbélyok cégérként spirálisan festett botot raktak ki cégérként).
- nyílhegy
- hegy-völgy
- oromcsipkés díszítés (kilimen gyakori)
- homokóra-szegély (Kaukázus, az időt jelenti)
- gálya-szegély (partvidéken)
- kampó (szvasztikából származik)
- borospohár
- halcsontváz (gazdagság, egészség)
- türkmén vonal (többszörösen megtört vonal)
- gyertyatartó-szegélydísz

Növényi motívumok
- szegfű (kisázsiai és marokkói imaszőnyegeken)
- tulipán (kisázsiai)
- lótusz (Buddha jele)
- liliom (Perzsia, India)
- rodéziai liliom (Konya, Kisázsia)
- kardliliom (nyelvre emlékeztető formája miatt tolmácsot láttak benne, földi bonyodalmak megoldója)
- gránátalma
- krizantém (szerencse, Kína)
- rozetta (örök élet)
- hennavirág (Mohamed kedvenc virága)
- levelek (luxusszőnyegeken fordul elő, nomád szőtteseken ritka, előfordul még mint szaracén lóhere)
  - lancetta
  - szaracén hármaslevél
- inda, ág (az görög művészetből származik, nomádok készítette szőnyegen szinte sosem fordul elő)
- fa
  - szomorúfűz (halál)
  - pálma (titkos kívánság beteljesülése)
  - ciprus, az örökzöld a gyász, a túlvilági élet szimbóluma)
  - életfa
  - kókuszpálma (vágyakozás és beteljesülés fája)

Állatok
- meselények: sárkány sárkánykígyó, főnix, kilin
- egyéb állatok a luxusszőnyegeken: róka, szarvas, hiúz, skorpió, farkas, nyúl, párduc, tigris, elefánt, őz, antilop, gazella, oroszlán – a nomádokon inkább teve, sertés.
- kutya nyakörv nélkül hűtlenséget jelent
- sas, papagáj, daru, kócsag, páva, fácán, lúd, kacsa, kakas
- hal
- kígyó
- pillangó
- pók, skorpió, tarantella – marás elleni védő
- állatharcok: pozitív és negatív energiák

Emberábrázolás
Emberábrázolás főleg a perzsa vagy indiai szőnyegeken fordul elő.
Medalionok, összetett motívumok:
- palmetta: koszorúpalmetta, kehelypalmetta, levélpalmetta, bizánci vagy szaracén palmetta, sah-abbász-palmetta, korongpalmetta, géniuszpalmetta
- arabeszk kör és spirálindákból összeállított
- a heráti minta alakja a gyémánthoz hasonlít, négy kifutóval és kis levelekkel
- gül (virágokkal kombinált nyolcszög)
- mina-kháni rákszerű elrendezett ismétlődő virágpár, a nagyobb középsőt négy kisebb veszi körül
- mir-i-bota: a legenda szerint négy ősi uralkodó jele, akik összeszorított, vérbe mártott öklüket használták pecsétnyomónak, így jelölték meg a megszerzett tárgyat. Egyrészt ezt, máskor csak a Gangesz kanyarulatát, fenyőtobozt, fenyőt szimbolizál. Belső mezőt díszíti, gyakran kitölti az egész alapot. Jellemző Iránra, India
- csintamani: két hullámvonal felett három golyó, gömb vagy gyöngyszem, Buddha jele. Timur Lenk is viselte címerében
- csi: felhőcske, kunkorodó vonallal, a halhatatlanság szimbóluma
- felhőszalag, csiből származik
- villám
- templomi gyűjtőpersely, Nyugat-Turkesztán
- sorscsomó: Buddha végtelensége
- lámpa, váza fésűkorsó, irányt mutató jelek imaszőnyegeken, vagy az imádság kellékei
- fésű, egyúttal a szövőszék tartozéka

Feliratok
- kúfi írás
- kínai írásjegyek: szerencsét hoznak
- Tughra-felirat Abdul Azisz oszmán szultán aláírása, melyet először jobb keze három ujját vérbe mártva írt le. Stilizált formája gyakoribb a hímzéseken
- nyolc taoista szimbólum: kard lopótök s mankó, lótuszvirág, bambuszszár és varázspálca, fuvola, legyező, kasztanyetta, virágkosár
- nyolc buddhista jel: baldachin, lótuszvirág, napernyő, váza az élet vizével, kagyló, két hal, kerék, oldhatatlan csomó

## Története és fajtái

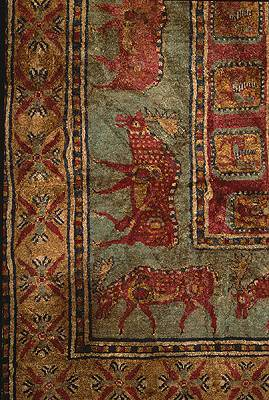
A paziriki szőnyeg a legrégibb fennmaradt szőnyeg, i. e. 400 k

Ázsia nomád pásztorai már akkor készítettek színoldalukon csomózással díszített szőtteseket, amikor az iszlám még meg sem született. Ezekkel borították padlóikat, falaikat. Ezek a szőnyegek nem maradtak fenn, mivel elsősorban napi használati tárgyak voltak. A kelet-turkesztáni paziriki lelet tükre (középső díszített része) huszonnégy négyzetben virágmintákat tartalmaz. A kereten állatmotívumok találhatók, lovasok, oroszlánok, dámvadak ábrázolásával. A szászánida időszakból vannak leírások szőnyegekkel gazdagon díszített palotákról, ami azt jelzi, hogy a szőnyegek már a 6. század előtt is kifinomult technikával készültek. Az achamenidák korából vannak szőnyegfoszlányok, amik már mintegy 3600 török csomót tartalmaztak négyzetdeciméterenként. Nagyon kis töredékeket talált Stein Aurél a közép-ázsiai Turfánban, amelyek a 3. és a 6. század közé datálhatók. Ezek azonban nem csomózott szőnyegek voltak, hanem bolyhosra szőtt textíliák
Az Abbászidák a Bagdadi Kalifátus alapításakor a 8–12. században gazdag palotáikat szőnyegekkel díszítették, de ebből a korból csak meglehetősen kevés szőnyeg maradt fenn. Az első nagyobb leletanyag a közép-anatóliai Konya egyik imaterméből került elő, ahol a szőnyegeket egymás tetejére rétegezték. A motívumok és a felhasznált selyem kínai behatásról árulkodik. A 14–15. század során gyártott kis méretű, úgynevezett „állatos” szőnyegeket is, amelyek csomózása a szimmetrikus ún. török csomó volt. Ezek a szőnyegek könyvillusztrációkon is megjelentek, pl. Firdauszi: Királyok könyve is tartalmaz erre utalásokat, de exportjuk is jelentős volt, mert a reneszánsz festményeken is látunk belőlük ábrázolást. Domenico di Bartolo freskóin, amelyek 1440 és 1444 között készültek, megfelelő motívumokkal azonosíthatók a konyai szőnyegek.

### Anatólia

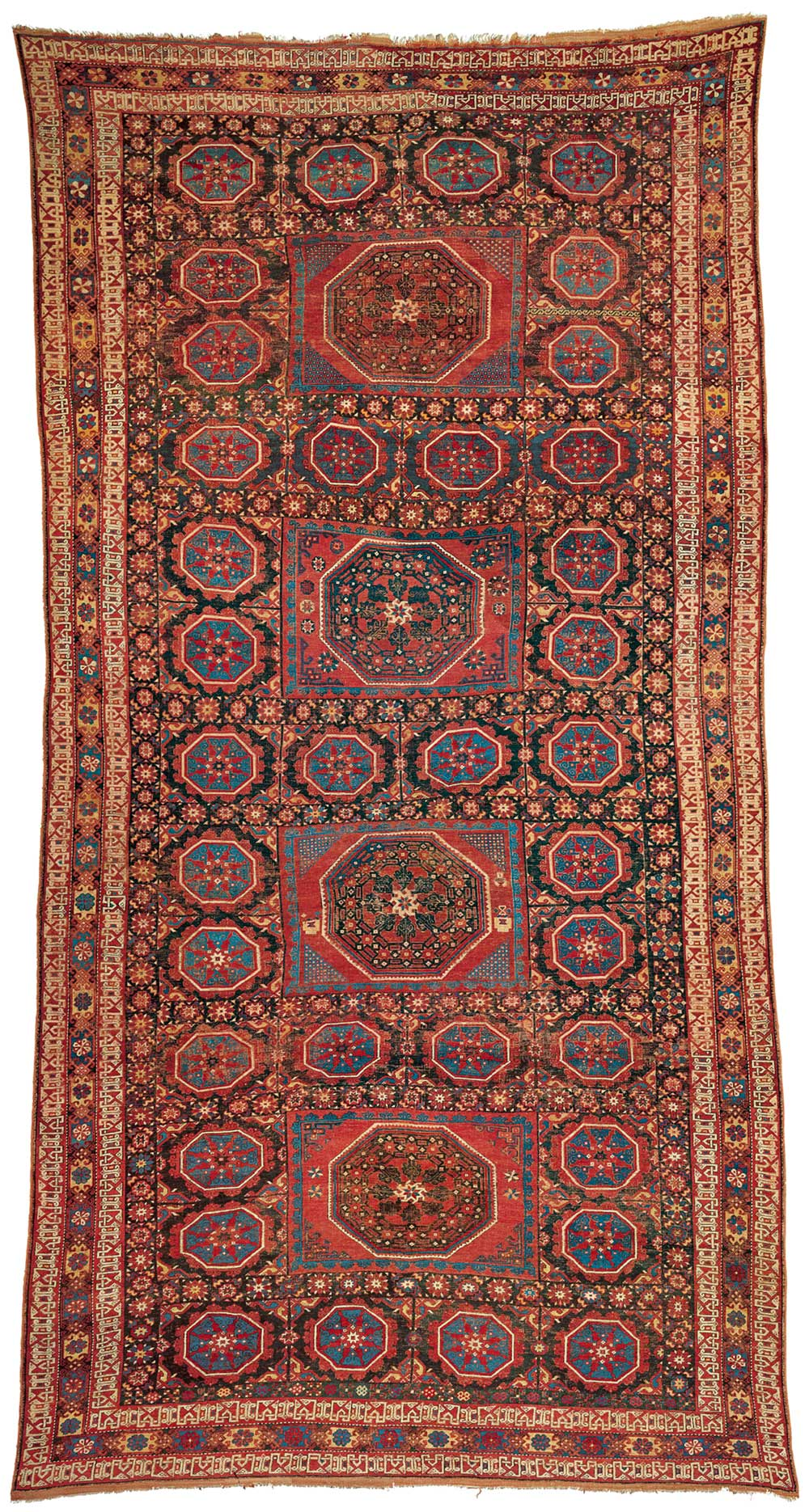
Holbein szőnyeg, 1370–1450 körül

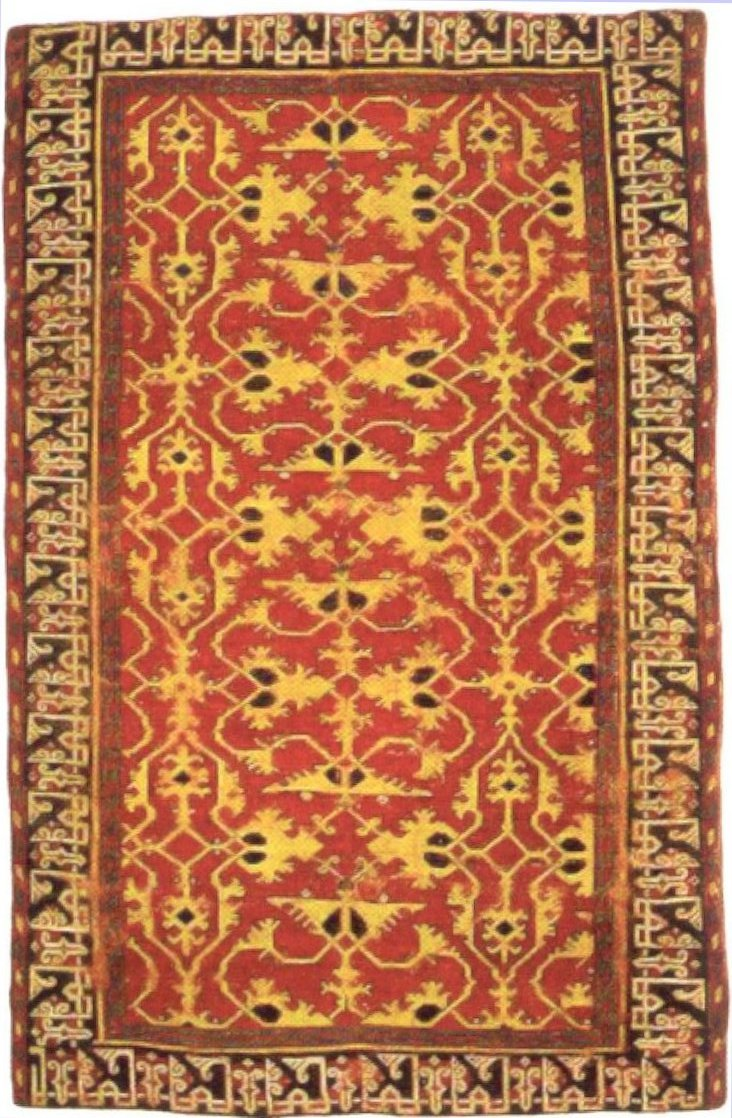
Hagyományos nyugat-anatóliai „Lottó” szőnyeg, 16. század

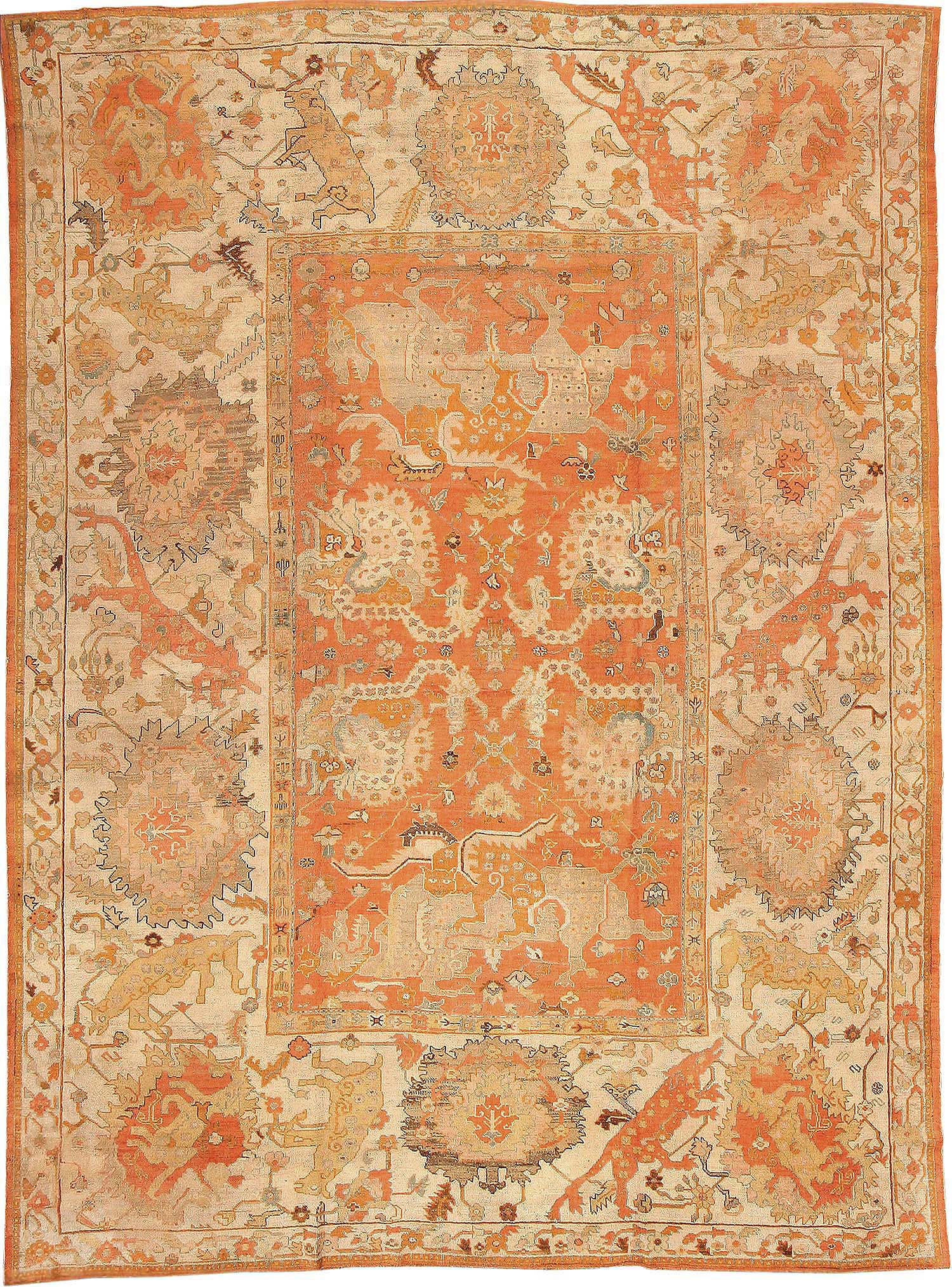
Antik usak-szőnyeg Anatóliából

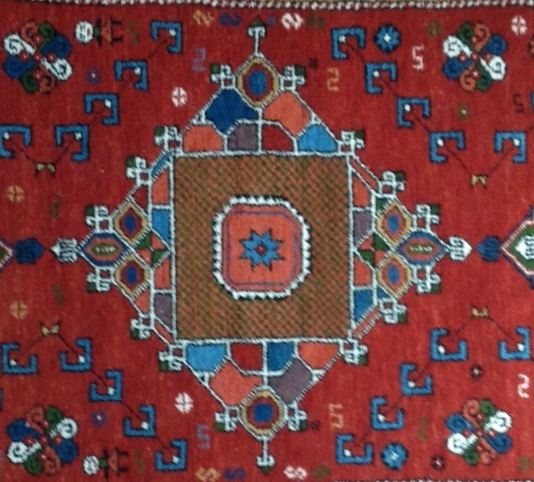
Ghirlandaio szőnyeg, Nyugat-Anatólia

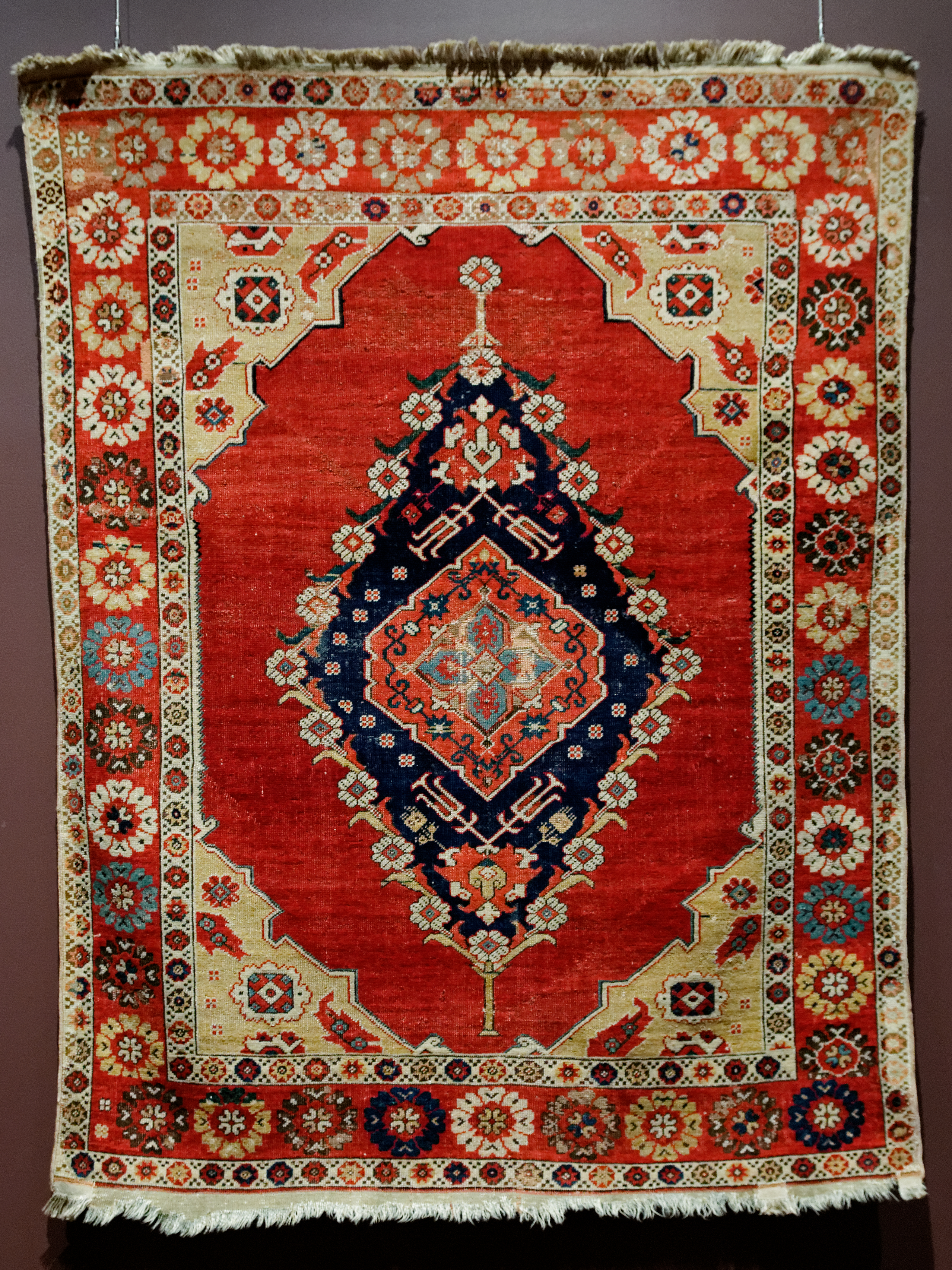
„Erdélyi” szőnyeg feltehetően a 18. századból

Helytelenül a "török szőnyeg" megnevezést is ezekre használják. A szőnyeg szövése, csomózása az ókorra visszamenő hagyomány. Legrégebbi darabok 1200–1300 körüliek, szigorú mértani ornamentika jellemzi ezeket. A bizánci, szászánida motívumok, úgymint a körminták, pajzsok állatokkal, kereten kúfi írás jellemzi ezeket. Marco Polo 1283-ban feljegyezte, hogy milyen szép szőnyegeket gyártanak Konya tartományban. Sok 1300–1400 körüli festményen láthatók anatóliai szőnyegek ábrázolásai: Giotto di Bondone: San Pietro sekrestyéjének triptichonja, assisi freskók, Fra Angelico, Lippo Memi festményei. Ezek mór hatást is mutatnak. Akkoriban a kis-ázsiai szőnyegek gyakran kerültek Itáliába. Az örmény szőnyegek előfutárai. A kis-ázsiai szőnyegek 1500 körülre teljesen elváltoztatták a perzsa mintákat.
A 15. században Anatóliában nagy, téglalap alakú mezőbe zárt nyolcszögletű mintákkal kezdtek export célra csomózott gyapjúszőnyegeket készíteni, ezeket „Holbein”-szőnyegnek nevezték. Gazdagon díszített kerete egymásba fonódó talpú kúfi feliratokat is tartalmazott. Nevét azért kapta, mert ifj. Hans Holbein (1497–1543) előszeretettel festette meg ezeket szobabelsőket ábrázoló képein. A másik, a szintén középkori festményekről ismert, úgynevezett „Lotto” (a reneszánsz festő, Lorenzo Lotto képein megjelenő motívumok után) korai oszmán szőnyeg, amelyekre arabeszkindás díszítés és kisebb mintaelemek a jellemzők.
Az anatóliai Uşak szőnyegszövő műhelyei stílusteremtő jelentőséggel bírtak, legalább négy usak-szőnyeg típust eredeztethetünk innen.
A 17. század elején a török mintájú szőnyegeket a perzsa befolyás hatására felváltották a különféle csillagmintázatok, ezek a csillag-usak szőnyegek. Hasonló szőnyeg ábrázolását láthatjuk a velencei Dózse-palota trónja alatt Paris Bordone 1534-ből származó festményén, egy másik látható VII. Henrik lábai alatt egy tizenhatodik századi portréján. A csillag-usak mintája kisebb nyolckaréjos csillagokból áll, amelyeket elszórva kisebb indás virágminták vesznek körül. Ez az elrendezés hasonlít a kortárs épületek csempedíszeire, főleg Északnyugat-Irán és Anatólia épületdíszein, ahonnan ez a mintaelem valószínűleg származik. Mint minden usak szőnyeg, a lánc és a vetülék anyaga egyaránt gyapjú, a csomózás a török szimmetrikus gordesz csomó.
A medallion-usak fő motívuma egy központi nyolckaréjos hegyes, ovális alakú medál, amelyhez kisebb medálok kapcsolódnak. Általában piros alapszínek között a medálokon kusza, szögben húzott indák haladnak át. A minta ismétlődik, sokszor a szőnyeg két végén félbe van vágva.
Szintén az usak-szőnyegek egy külön csoportja a fehér-usak szőnyeg, ami az alapról, amely fehér vagy bézs alapról emeli ki a barna, zöld, világossárga, ritkán vörös mintázatot. Ennek a típusnak egy alcsoportja az ismétlődő mintás, stilizált madarak, levelek, rozetták, indák ábrázolása.
A Lotto-szőnyegeket és a csillag-usak szőnyegeket Angliában is másolták már a 16. század végétől, és a 17. századtól talán Délkelet-Európában is. Néhány anatóliai gyártású szőnyeg a nevét is erdélyi régióról kapta, ahova nagy számban vitték kereskedők. Az úgynevezett erdélyi szőnyegből sok maradt fenn Erdélyben kisebb templomokban, ahol elterjedt fogadalmi ajándék volt. Kis méretű szőnyegek, középen általában rombusz alakkal, amit stilizált virágábrázolás keretez. A keret viszonylag széles és általában absztrakt geometriai ábrákat tartalmaz.

#### Perzsa mintás antik luxusszőnyegek
Ezek elsősorban a nemesség és udvar részére készültek Bursa és Konstantinápoly közelében. kevés példány maradt fenn. Anyaguk gyapjú, selyem, puhábbak voltak mint az iráni perzsaszőnyegek és ajtófüggönynek, takarónak is használták őket.
- Szíriai szőnyegek (azaz a szultáni manufaktúra szőnyegei), de semmi közük a szíriai művészethez, Konstantinápolyban vagy Bursa közelében készülhettek selyem és angóragyapjú alapokból, jellemzők rájuk a nagy méretek. Az alapszín a cseresznyepirostól a barnáig terjednek, a főbb motívumok a kék és zöld, A tükörben perzsa ornamentika látható, a rozetta nárcisz, jácint, tulipán. Hatásos, dús mintázattal készültek.
- Damaszkuszi. Ezek nem Damaszkuszban készültek, Damaszkusz csak kereskedelmi központ volt. 16. századi velencei festményeken köszönnek vissza, akkori nevük tapeti damaschini volt. Anyaguk angóragyapjú, selyem, jellemző rájuk a tarka élénk színezés, cseresznyepiros alapon világoszöld kék rajzolat. Némelyiknek kaleidoszkópszerűen elrendezett mintája van, középen soksugarú csillag.
- Csintamani. Nem túl finom csomózással készült gyapjú alapú szőnyegek, ahol a csintamani-motívum ismétlődik. Kisázsiai előfordulásuk azzal magyarázható, hogy a törököket leigázó Timur Lenk címerét ilyen motívum díszítette.
- Usak. Antik luxusszőnyeg perzsa hatású ornamentikával. 1500–1700 körül készültek Izmirben vagy környékén. Legrégebbi ábrázolást Erzsébet angol királynő rendelte képen. A szőnyegmotívumot szívesen alkalmazta képein Velázquez, Vermeer, Bordone. Meleg sötétvörös színek a jellemzőek, téglavörös kerettel. Világossárga illetve világoskék motívumok. Középen ovális medalion stilizált perzsa virágindával felhőszalagokkal, minél újabb , annál egyszerűbb mintázattal. A keret három szalagdíszből áll, a középsőn virágdíszek, a szélsőkön csak körök vannak.
- Holbein szőnyegek. Legrégebbi ábrázolása Lorenzo Lotto 1520-ban készült festményén, majd Carpaccio, Bronzino, Jan Brueghel, ifj. Ghirlandaio képein. A 17. század végével az ábrázolások eltűnnek. Színesek, kék szegéllyel, a mintában szögletes indaformák, arabeszk, esetleg kúfi írás található. Később virágmotívumok, fonott díszítőelemek, felhőszalagok jelentek meg. Általában imaszőnyeg nagyságú. A 17. században a tükörrész egyszerűsödött.
- Erdélyi. Neve abból származik, hogy Brassó templomában találtak sokat. Gyakoriak voltak magyar, itáliai és német templomokban is. Festményeken is visszaköszönnek (Cornelis de Vos). 2×1,2 méteres mérettel. Jellemzők a tiszta színek, téglavörös, sárga motívumok, a sötétvörös. A motívumok az usak szőnyegekhez hasonlítanak, középen általában egy vázaformájú függő ámpolna, virágok, levelek, a sarokban arabeszk. A későbbi példányok (1520-1700) antik perzsaszőnyegek másolatai.

#### Új anatóliai szőnyegek

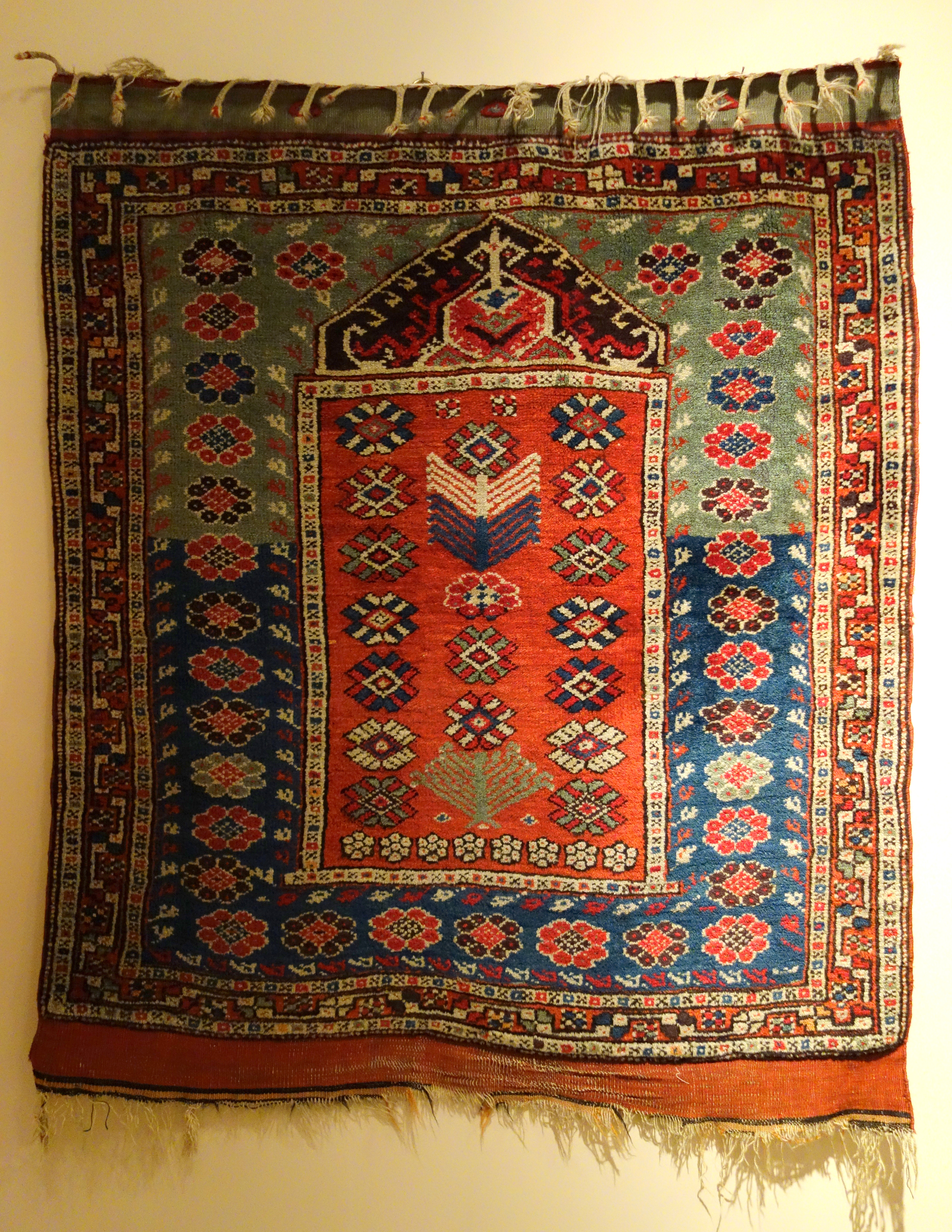
Bergama imaszőnyeg, 19. század

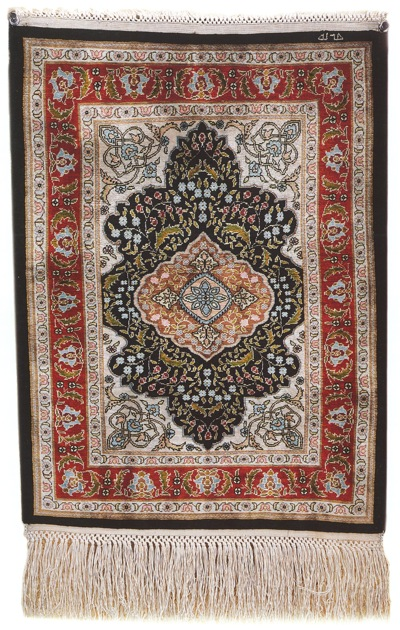
Hereke-szőnyeg, selyem, 18600 csomó/dm² csomósűrűséggel

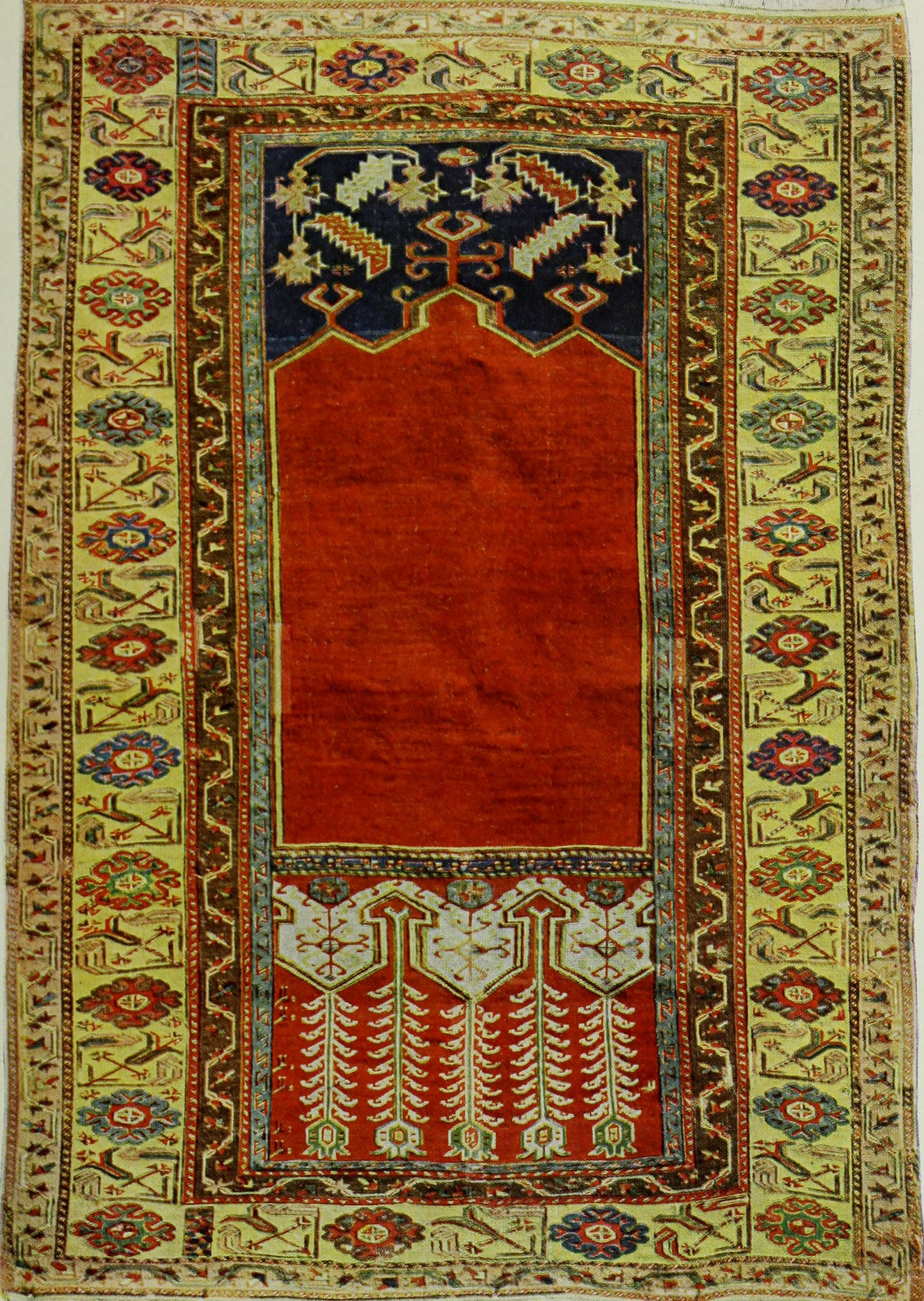
kis "Ladik" imaszőnyeg

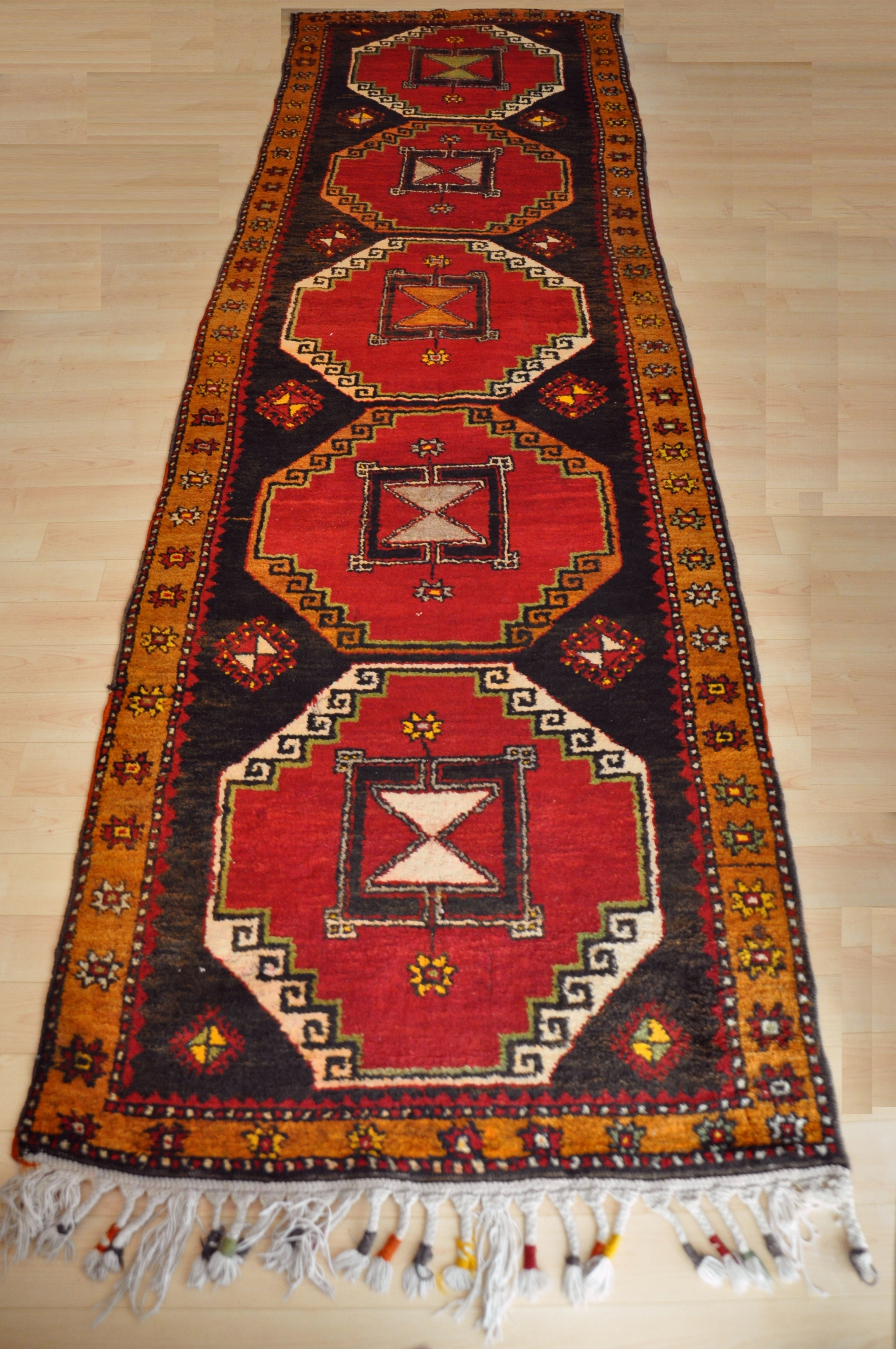
Anatóliai futószőnyeg (törzsi kézművesmunka)

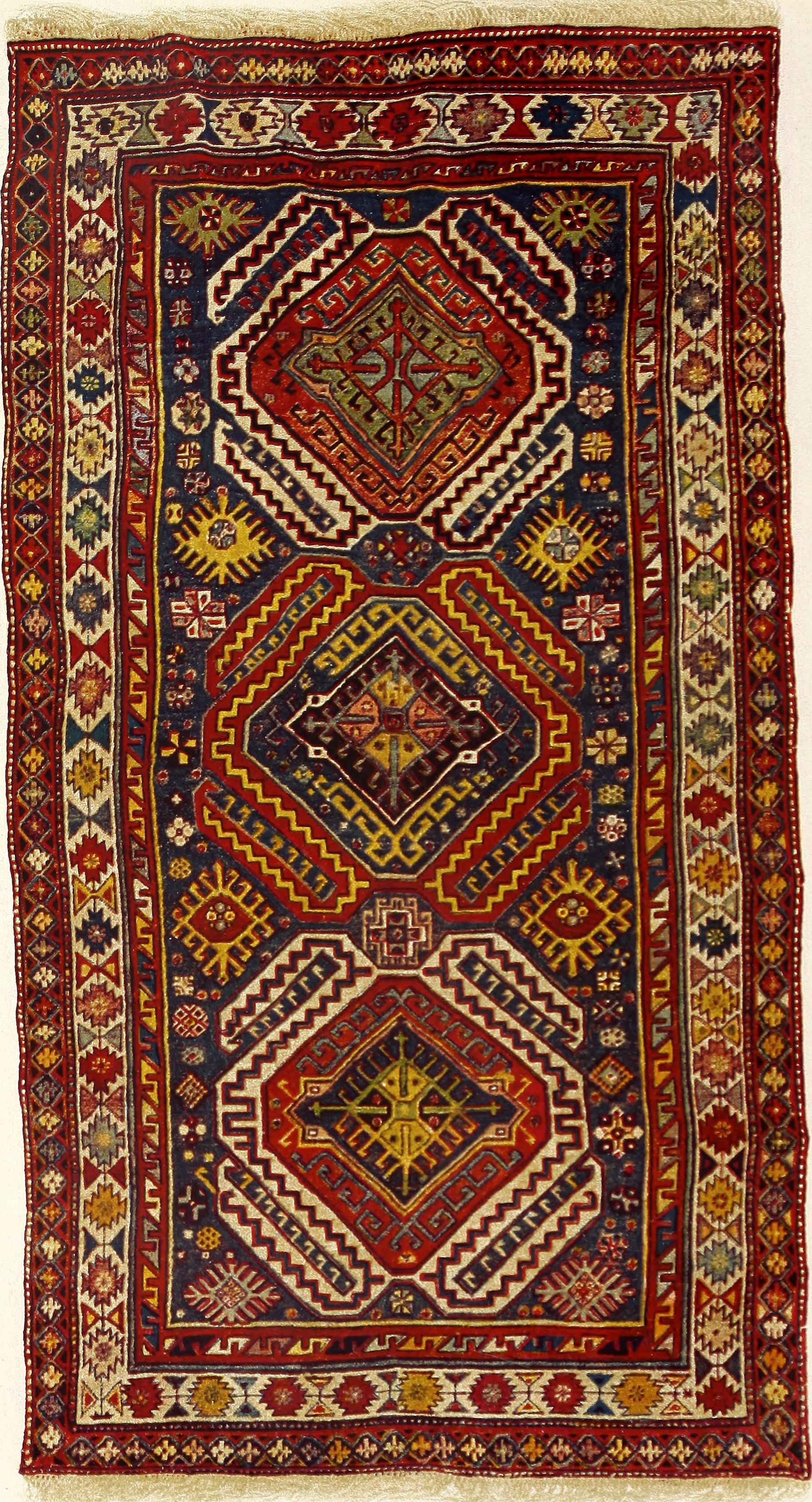
Új usak szőnyeg

- Bergama: régebbi nevén bergamo. Nomádok készítik. A lánc és a vetülék gyapjú, néha kecskeszőr, A csomó puha gyapjú. Gördesz csomózással késztült, 800-1200 csomó/dm²-en, kék és cseresznyepiros, néha világoszöld alapon. A minta sárga vagy narancs. A motívumok a türkmén szőnyegekre emlékeztetnek, mértaniak, négyzet csillag vagy rombusz. Mindig imaszőnyegek.
- Brussza. A Márvány-tengernél készülnek. A lánc és vetülék pamut, a csomó pamuttal kevert hulladékselyemből készül. 1800-2500 gördesz csomó/dm². Nem különösen jó minőségűek, fényüket hamar elvesztik. Kis méretekben készült, kék, vörös alapon, mind imaszőnyeg. A heráti minta virágdísz, a kereten legfeljebb három szalag található.
- Gördesz: Gördeszben készülnek. Sűrű gödesz csomózás, finomra nyírt rövid csomók 3000-5000/dm². Vörös, ritkábban kék alapon. Leggyakrabban kétoszlopos imaszőnyegek. A mihráb csúcsáról lámpa, virág vagy virágos váza lóg le. A keret három sávból áll, középsőben heráti minta, szélsőkben virágok.
- Hereke. Az első világháború előtt Herekében francia vezetéssel oszmán gyár létesült. A szőnyeg selyemlánc és -vetüléken 2000-4000 gyapjú gördesz csomót tartalmazott négyzetdeciméterenként. Az első világháborúig jó minőségűek voltak. Az alap elsősorban fehér vagy bézs, a minta sokszor változott a perzsa luxusszőnyegek utánzásától kezdve állat- és emberábrázolások is előfordultak. XVI. Lajos stílusú szőnyegek is feltűntek, 1900 körül megjelennek a szecesszió elemei is. Abdul Hamid szultán palotája szecessziós szőnyeggel volt berendezve.
- Kis-gördesz. Majdnem négyzet alakú bergama szőnyegek, a minta központi medalionját kék alapon lépcsős keret övezi. Vőlegények kapták ajándékba.
- Kónia vagy konya. Egykor Törökország középső részén készültek. A láncfonal pamut, vetülék gyapjú v kecskeszőr, a csomó fénytelen gyapjú. 1000-1400 gördesz csomó/dm², legfeljebb 3 méter hosszú. Fehér vagy bézs alapon, mértani minták, két-három nyolcszöget alakító medalion vagy rombusz, naturalista virágok (rodéziai liliomok).
- Kula: Törökország középső részén készítik. A lánc gyapjú vagy pamut, a vetülék gyapjú vagy kecskeszőr, 800-1500 gyapjú gördesz csomó/dm². Vörös, bézs vagy kék alap, tarka minta. A minta középső részén lépcsőzetesen keretezett rombuszmedalion, a kereten aligátor vagy nagy stilizált virágok. Többségében imaszőnyeg. A temetői kula fülkéjében stilizált ciprusok.
- Ladik: A lánc gyapjú vagy pamut, a vetülék és a csomó anyaga gyapjú. Gördesz csomó, 1000-2000 db/dm². A régi darabok nagyon jó minőségűek. 1,8×1, 2×1,4 méter. Vörös vagy kék, sárga, krém zöld alap, a tükörben tulipán. A szegély egy széles, több keskeny sáv, a benne gránátalma, stilizált fa. Imaszőnyeg többségében.
- Megrisz. A Rodoszon készített szőnyegeket gyűjtik Megriszben össze. 1890-1900 körül került Európában forgalomba. Gyapjú, gördesz csomó, 700-1000 db/dm². Fényes, hosszú szőrű, szorosan csomózott. 1,7×1 méter méretben készül. Vörös, sárga, kékeszöld. A minta szerkezete három hosszanti sávra osztott templomablakra emlékeztet, fent csúcsban végződik.
- Melasz. Milasz város a gyűjtőhelye. A lánc és a vetülék is gyapjú, pamut vagy kecskeszőr, a csomó gyapjú. 600-1000 db/dm² gördesz csomó. Az alap rézvörös, világospiros, kék vagy zöld, aranysárga keret. 1750-1880 körüliek a legrégibbek. Kaukázusira emlékeztető minta. három sávos keret, a középső virágmintás. Imaszőnyeg esetén dísz nélküli mihrábbal készült.
- Mohair. a moher gyapjúról kapta nevét. Az ilyen szőnyeget 1895 óta Aidin tartományban készítik. Valójában kecskeszőr. Gördesz csomó, világos színösszeállításban, uralkodó a rózsaszín, világoskék, sötétvörös, sötétkék. Nincs jellegzetes ornamentikája, hasonlít a többi anatóliaiara.
- Mudzsur. Mudzsur városában készül namiszlik néven (ami törökül imaszőnyeget jelent). Anyaga gyapjú, pamut, kecskeszőr, gördesz 700-1000 csomóval négyzetdeciméterenként. Rövid, fényes gyapjú. 1,6×1, 1,9×1,35 méter méretekben. Vörös, ritkán kék vagy krémzöld, a kereten előfordul sárga. A minta emlékeztet a gördeszre, stilizált életfa, tükörben oszlopok. A keretben fősáv és melléksáv található. Többségében imaszőnyegek.
- Panderma. Észak-Törökországban gyártották. A vetülék és a lánc pamut, a csomó gyapjú, pamut, ritkán pamut és selyem keveréke. 1500-2500 gördesz csomó/dm². 3,5×2,5 méteres vagy kisebb méretben. Nagy mennyiségben készült, gyenge minőségben. Inkább falra akasztják őket. Kék-vörös alapon a mintában 12 szín is lehet. A kulát és a perzsát ismétli.
- Szmirna. Izmirben sosem volt szőnyegipar, de kereskedelmi központ volt. Fonalanyagát is, a rendeléseket is itt gyűjtötték össze, Európai ízlésnek megfelelően gyártottak a biedermeiertől a századfordulóig minden stílusban. A lánc pamut, a vetülék és a csomó gyapjú. Gördesz vagy szinné, ritkás csomózás 200-500 csomó/dm², 1–2 cm magasra nyírva. 2–6 m széles 3–12 m hosszú szőnyegek, a mindig a minta megrendeléshez igazodik.
- Szmirna-lavé. Új luxusszőnyeg Aydin tartományból. Szinné csomók, tebrisz szőnyeget utánoz, újabban kínait.
- Spárta. Földközi-tengeri partokon készítik. A lánc pamut, a vetülék és a csomó gyapjú, gördesz csomó, 600-1000 , nem különösen jó minőségű hosszú szőrű, ritkás szőnyegek. méretek változók, színek pasztell, nem túl tetszetősek. mintázatuk sem jellegzetes, Európában a biedermeiertől a századvégig voltak népszerűek.
- Szultán. Az Ararát környékén nomádok, félnomádok készítik, újabban manufaktúrában is. A lánc és vetülék gyapjú vagy kecskeszőr, a csomó 600-1500 gyapjú gördesz csomó/dm². Különböző nagyságúak. Kék vagy vörös alap, ragyogó színek, a minta hasonlít a kaukázusira, mértani elrendezésű, lépcsős szegélyek.
- Usak. Usakban készül. A lánc pamut, a vetülék gyapjú vagy kecskeszőr, a csomó gyapjú. Gördesz csomózás 600-1500 db/dm². 1×0,8 m méretben. A futók 5×4 méteres nagyságban készülnek. A régebbi szőnyegeken csak három szín volt használatos, sötétzöld, sötétkék, sötétvörös. 1750 óta többszínűek, mintájuk az antik usakot követi.
- Anatóliai imaszőnyeg. 1880-1890 között sok került európai piacra, ma ritkának tekinthető. Gördesz csomózás, gyapjú és kecskeszőr összetétellel 1,3×0,8 m méretben. Különböző területeken készítették őket, pl. Ankarában, Konyában.
- Anatóliai futó. Azoknak a szőnyegeknek a megnevezése, amikről nem tudjuk, pontosan hol készültek. Gyapjú vagy kecskeszőr, gördesz csomókkal. Vörös, kék, zöld krémszínű mintákkal, kisebb tornyok, mind a tükörben, mind a keretben, ahol minaretek és pálmák ismétlődnek.
- Selyem családi imaszőnyeg: azt a fajta szőnyeget nevezik így, amit először Usakban, később Turkesztán kínai részén, majd Törökországban exportra készítettek gyapjú, pamut, selyem összetétellel. 1200-2000 db/dm² a gyapjúcsomó sűrűsége, keverteknél 2000-3000/dm², tiszta selyemnél 3000-5000/dm². Egyes fülkék elefántcsont vagy arany, esetleg vörös, kék zöld színűek, a fülkék száma 5-12 közötti.

### Mediterránum

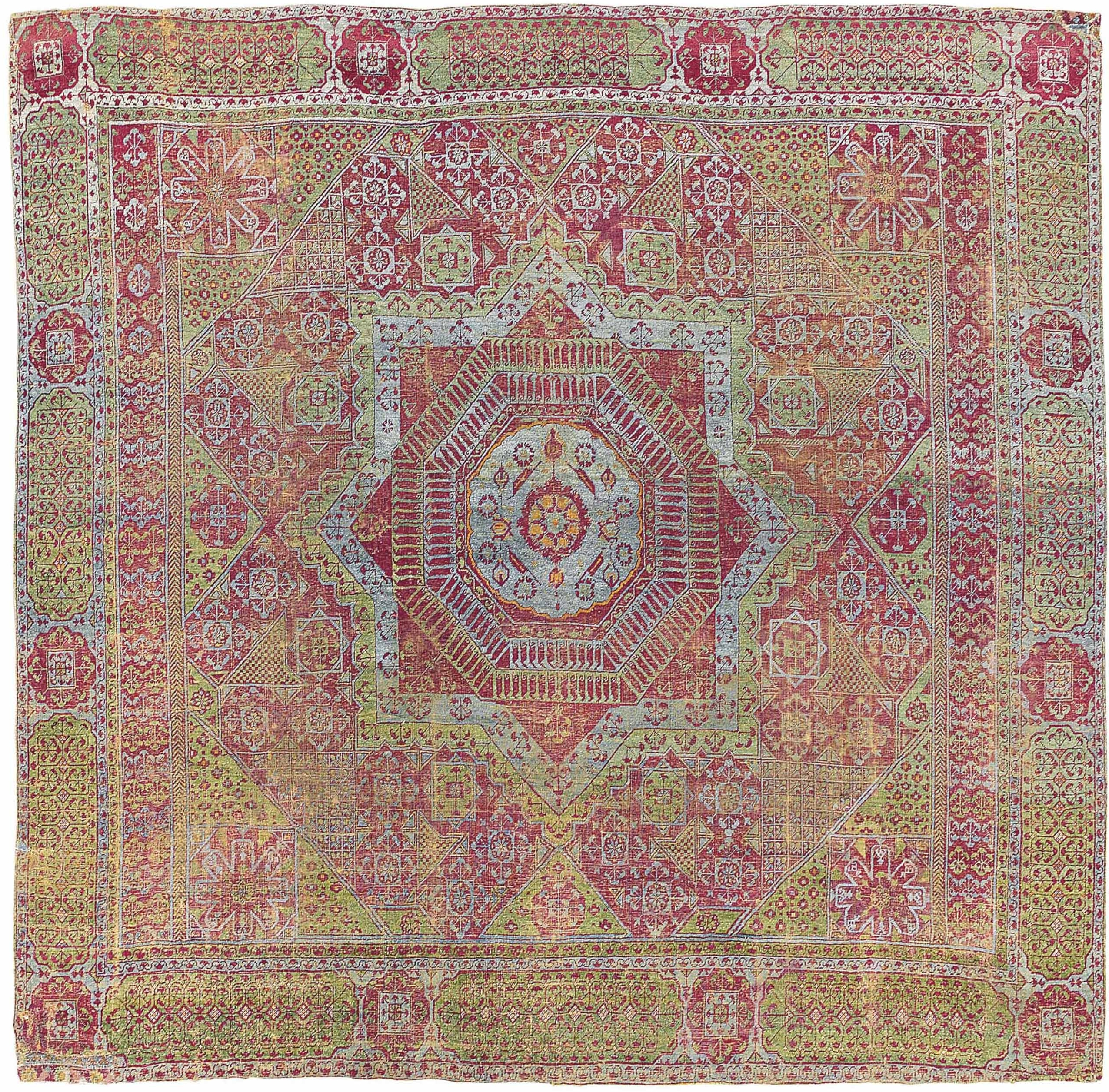
Mamlúk szőnyeg a 16. századból

Az úgynevezett mamlúk szőnyegek a 17. századtól váltak népszerűvé. Ezek nagy, nyolcszögű minták köré csoportosított motívumokat tartalmaztak, kaleidoszkópszerű geometrikus mintákkal. Jellemző rájuk a gyapjúfonalak 'S'-sodrata és a bal felé aszimmetrikus szenné csomó. Ezekből a típusokból nagy mennyiség került Európába főleg Egyiptom oszmán fennhatósága alatt.
Ellentétben a kortárs anatóliai termékekkel, amelyek szimmetrikus csomózással készültek, a mediterrán térségekben a balra nyitott végződésű aszimmetrikus csomó volt a megszokott. Ezek a 15. a 17. század közötti időszakban több szőnyegkészítő központra engednek következtetni a Földközi-tenger keleti és déli partján és a legtöbbet hagyományosan a mamlúk szultánok (1250–1517) korszakából azonosítottak főként Egyiptom és Szíria területén, valamint az oszmán-dinasztia (1281–1924) regnálása alatt Anatóliában és a Földközi-tenger keleti partjain. Ezek a technikai és stilisztikai vizsgálatok alapján négy alcsoportra oszthatók: mameluk, para-mameluk, török udvari és rekeszes szőnyeg.
A mamlúk szőnyegek az egyik legkönnyebben felismerhető típus, amelyre jellemző a központosított, piros, zöld, kék és sárga színekkel futtatott bonyolult mintázat, ezek kisebb geometriai alakzatokat alkotva keringenek egy vagy több nagyméretű nyolcszögletű medál körül. Ez akár lehet egyetlen nyolcszög, de lehet sok kis mintaelem is. Általában az egész területen sűrűn díszített geometrikus motívumok szerepelnek, többé-kevésbé szabályos nyolcszögek, hatszögek és háromszögek, amelyekkel egy majdnem kaleidoszkópszerű hatást érnek el. A láncfonalak és a vetülék bolyhosított, a fonal 'S'-sodratú. A mamlúk szőnyegek alapanyaga a gyapjú, ritkán selyem, mint például egy Bécsben őrzött hárommedálos selyemszőnyeg.
Az mamlúk szőnyegek ikonográfiája tudományos szempontból is érdekes, mert a meglehetősen korlátozott mintaelemek megnehezítik azt, hogy felismerjük az egyes motívumok szerepét a tervezés során. Egyes elemeket, például a hosszú szárakon nyíló kis virágos elemeket papirusz száraknak azonosítottak, ami az iszlám előtti Egyiptomra utal. Vannak olyan elméletek is, hogy a mamlúk szőnyegek geometrikus mintái esetleg a tibeti mandalákkal mutatnak rokonságot, de mások úgy vélik, hogy a kairói házak szökőkutakkal díszített belső udvarát mintázzák. A 16. században három különféle típusú szőnyeget gyártanak a Földközi-tenger keleti területein, amelyek technikailag és ikonográfiailag analógok a mameluk szőnyegekkel, de ezek csomózott 'Z-'sodratú gyapjúfonalból készülnek, és főleg piros színeket használnak az elkészítésükhöz. Az egyik csoportja, a para-mameluk szőnyegek, ezek elkülönülő nyolcszögletű mintákkal rendelkeznek, amik egy nagyobb központi, szintén nyolcszögletű elemet fognak közre. A ciprusfák itt jellemzően nyolcszögletű kitöltőmotívumok.
Nyolcszögű minták ismétlődnek az úgynevezett „rekesz” szőnyegeknél is (ezek más néven sakktábla szőnyegek), amelyek közül mintegy 30 példa ismert. A tipikus szőnyegmezőt négyzetekre osztják fel, amelyen belül a hatszögek, nyolcszögű csillagok és más kis összekötő motívumok, például ciprusfák találhatók. Mint a para-mameluk szőnyegek, a sakktábla- és rekesz szőnyegek származási helye is vitatott: Damaszkusz, Kairó, Adana Anatóliában, és még a Rodosz szigete jöhet számításba. Az oszmán udvari szőnyegek mintái megoszlanak a para-mamlúk és „rekesz” szőnyegek mintavilága között, aszimmetrikus csomót használnak itt is, de ebben az esetben a lánc- és vetülékfonal gyakran selyem, és a csomózott szál pamut, gyakran gyapjú.
A geometriai mintázatok közötti virágmotívumok jelentősen különböznek a másik két csoporttól. Például előfordulnak nagy rügyek, tulipánok és a hosszú, csipkézett élű levelek, melyek megegyeznek a kerámia használati tárgyak díszítésével is. A jellegzetesen virágos alapon az oszmán udvari szőnyegeknél egy központi kerek és ovális medalion fekszik, oldalsó fele kisebb medálokat és szögletes negyed szegmenseket tartalmaz, amelyek valószínűleg perzsa tervezőtől származnak. Bár perzsa minták már régebben is befolyással voltak az oszmán tervezőkre, például több karakteres perzsa mintázat megjelenik a csaldiráni, a Szafavidák felett aratott török győzelem után 1514-ben, miután a Szafavida főváros, Tebriz behódolása után művészek és művészeti tárgyak kerültek Isztambulba. Szokatlanul kicsi, keresztmintázatok is megfigyelhetők itt, amelyek elsősorban európai megrendelésre készültek, például asztalterítőnek. A gyártásra három lehetséges központ adódik: Kairó, Isztambul és Bursa. III. Murád 1585-ben kézműveseket vitetett Kairóból Isztambulba abból abból a célból, hogy a minőséget javítsa, ezzel a kairói minőség valamelyest romlott. Magas színvonalú szőnyegek ennek ellenére készültek Kairóban a 16. század végén és a 17. század elején is.

#### Afrika
Észak-Afrikában megkülönböztethetők az arabok és berberek készítette szőnyegek. Az arab szőnyegek ornamentikájában perzsa befolyás érvényesül: görbe vonalak, voluta-, meander+, sprirálmotívum. A berberek ellenben rombuszokat, háromszögeket, lépcsős fogazású szegélyeket – szigorúan párhuzamos és függőleges vonalakat alkalmaznak. A gyapjú feldolgozása szigorúan az asszonyok feladata. Az afrikai gyapjú nem olyan lágy mint a perzsa, mégis jó minőségű. Sohasem szánták őket európai eladása, piacra csak kevés került.

#### Marokkó

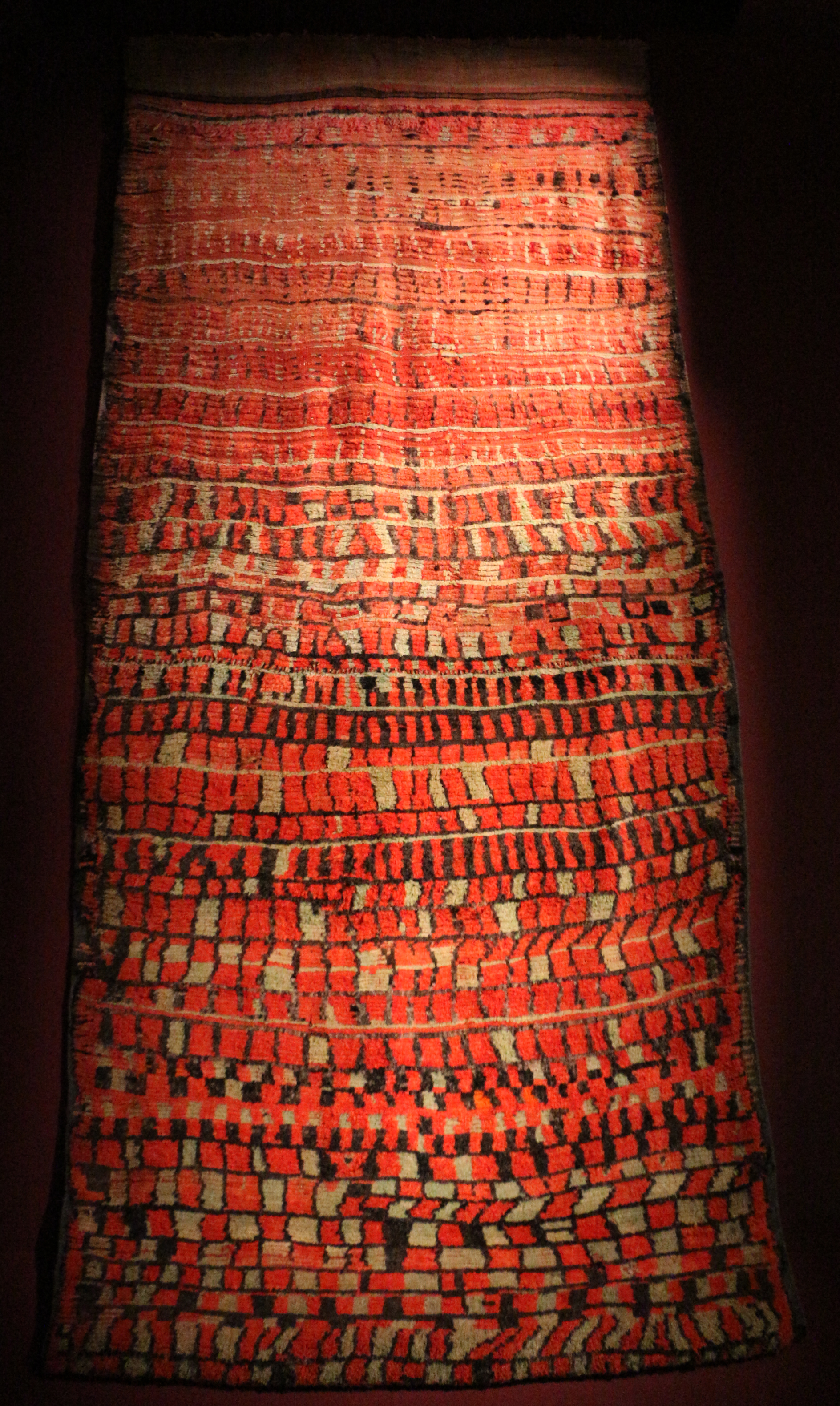
Seghrouvchene-szőnyeg

A szőnyeg a lakóhely dísze, a nomádoknál és városlakóknál is. Mindennapi használatra való a kis atlaszszőnyeg, amit hálóhelyként használnak, vagy hideg elleni védelemként a földre terítenek. Nagyon hosszú, egy egész család is használhatja. A városban készült darabok stilizált mintásak. A nomádok darabjai hosszú szőrűek, chleuho nevű mértani dísz a fő ékítmény.
- Rabat szőnyeg. 13. századi a legrégibb. Gyapjú, igen színes, fehér, vörös, kék, sárga, zöld, narancs színekben készítik. Erősen sematizált természeti motívumokat a kis-ázsiai szőnyegek sugallták. Rombusz formájú középső medalion, néhány keresztsávval, az egész kompozíciót virágdíszítmény borítja.
- Ait Ighernave. Feztől 50 km-re élő beduin törzs készíti, gyapjú. Egyszerű színezés, jellemző a fekete és fehér kontrasztos összehangolása a szürkés színek széles skálája. Hosszúra nyírt csomók miatt nehéz felismerni az egyszerű mértani motívumok mintáját.
- Beni Mguild. Az irchaon törzs készíti őket Azrou és Itzer környékén. Jellemzőjük a hosszú szőrű gyapjú, gazdag színvilág, vörös gesztenyebarna, kék, sárga, zöld, fekete, fehér színek, az alap főként fehér, szigorúan stilizált természeti motívumokkal. 1914-ben a franciák akartak központokat létrehozni Fez, Rabat és Casablanca központokkal. A kis-ázsiai szőnyegekre hasonlítanak, az újabb példányok nagyon élénkek.
- Ait Seghrouvchene. Félnomád törzs készíti, akik nyáron Tickhout-fennsíkon, télen a Oued Mdez völgyében élnek. Gyapjú. Fekete, vörös, barnára szorítkozó színezés a jellemző. Szokásos motívum egy nagy rombusz, két fekete csomósávból kiképezve, amit egy harmadik, barna csomókból álló sáv vesz körbe, ebben vörös fekete további rombuszok.

#### Algéria

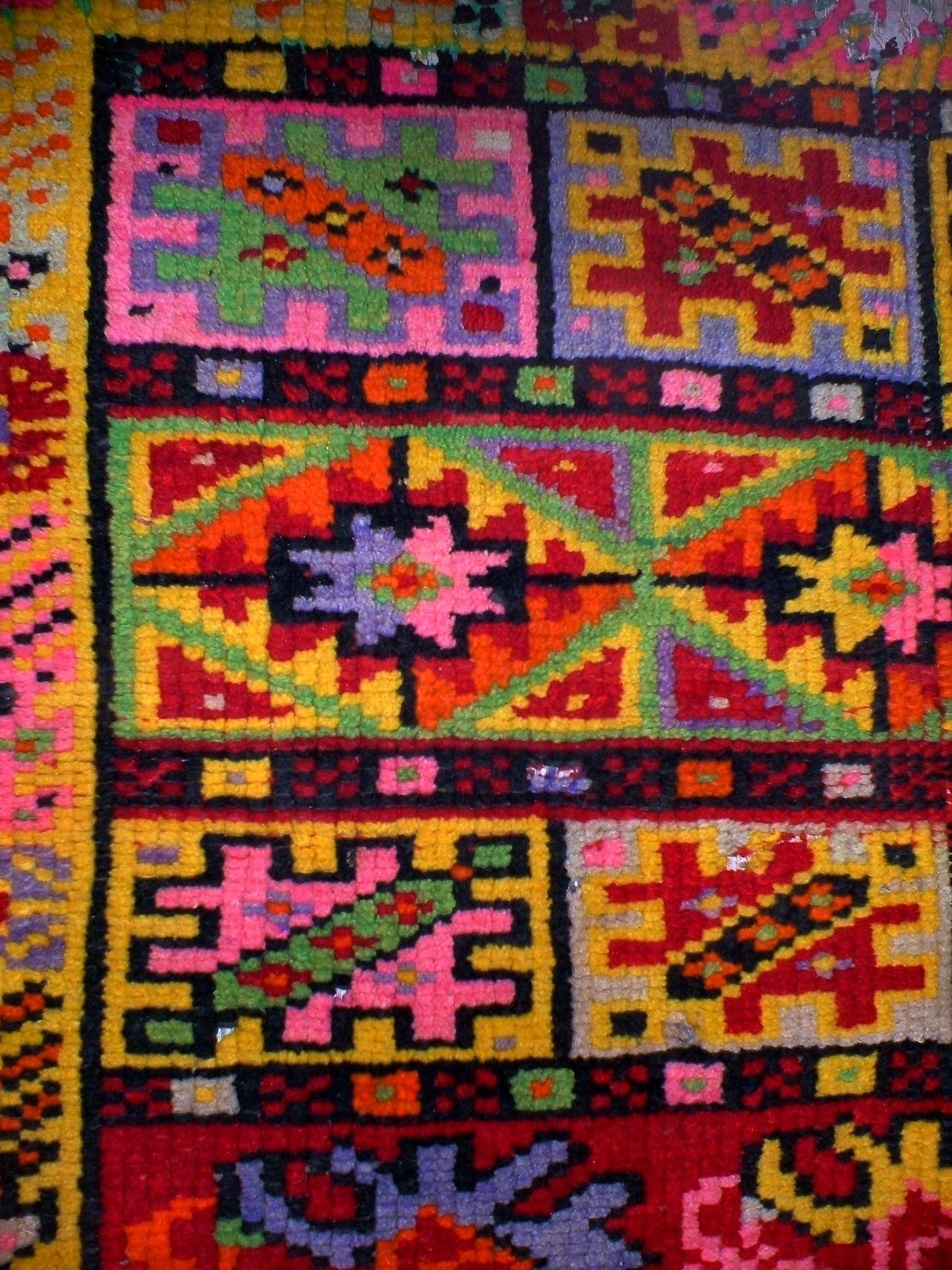
Berber szőnyeg Algériából

- Dzsebel-Amur. Arabok készítik Géryville-ben és Afluban. Anyaga hosszúszőrű gyapjú. Sötét, túlnyomórészt szentjánoskenyér-barna és indigó, néha kevés zölddel. Egyszerű minta, mértani rombuszdekoráció.
- Guergour. Napjaink gyárilag készített szőnyege, szmirna-mintás kis-ázsiai szőnyegeket utánoz, gyapjú alapanyaggal. Friss színezés, kármin alap, sáfránysárga, a minta rombuszmedalion fogazott széllel.
- Kalar szőnyeg . Orán vidékén, Beni-Rachedben készítik. gyapjú. Hennából nyert rózsaszín és tölgyfakéregből előállított zöld színekben jellemző. Szigorú mértani minta, berber, kereszt, horog és virágmotívum. A felületet a minta szerint nyírják meg.
- mzáb szőnyeg. Beni-Izguenben és Langhouant vidékén készül. Finom, sűrű csomózású gyapjúszőnyeg. Főleg vörös, mohazöld, fekete.

#### Tunézia

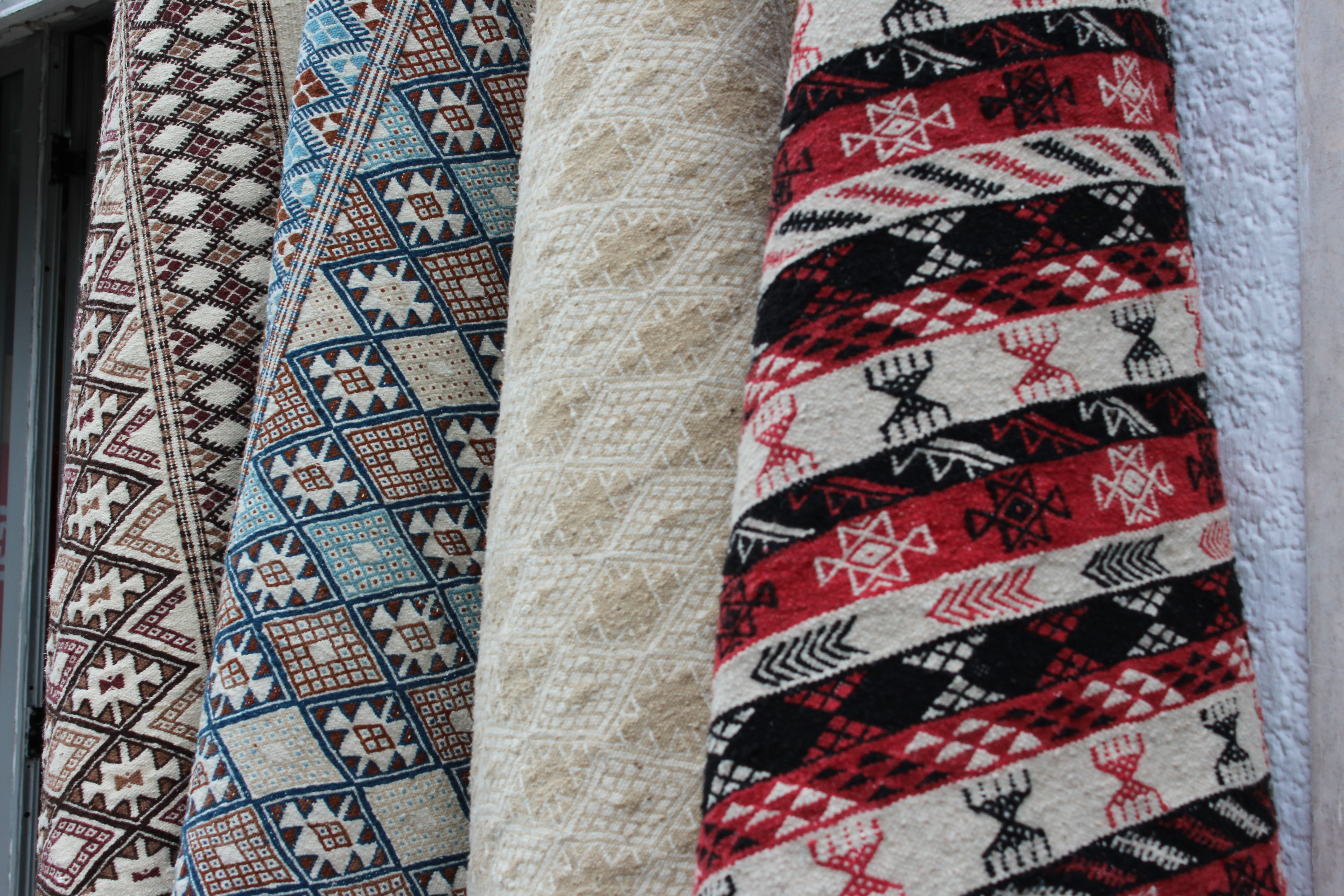
Berber szőnyegek Tunéziából

1900 körül Kairuán és Kábesz városokban, a Feriana és Tebessu közötti vidéken létesültek műhelyek. Jó minőségű, tartós szőnyegeket készítettek, de Európában nem kerültek forgalomba.

#### Egyiptom
Az arab Egyiptom szőnyegkészítési hagyományának forrását nehéz megállapítani. Szerepe inkább kereskedelmi.

### Irán

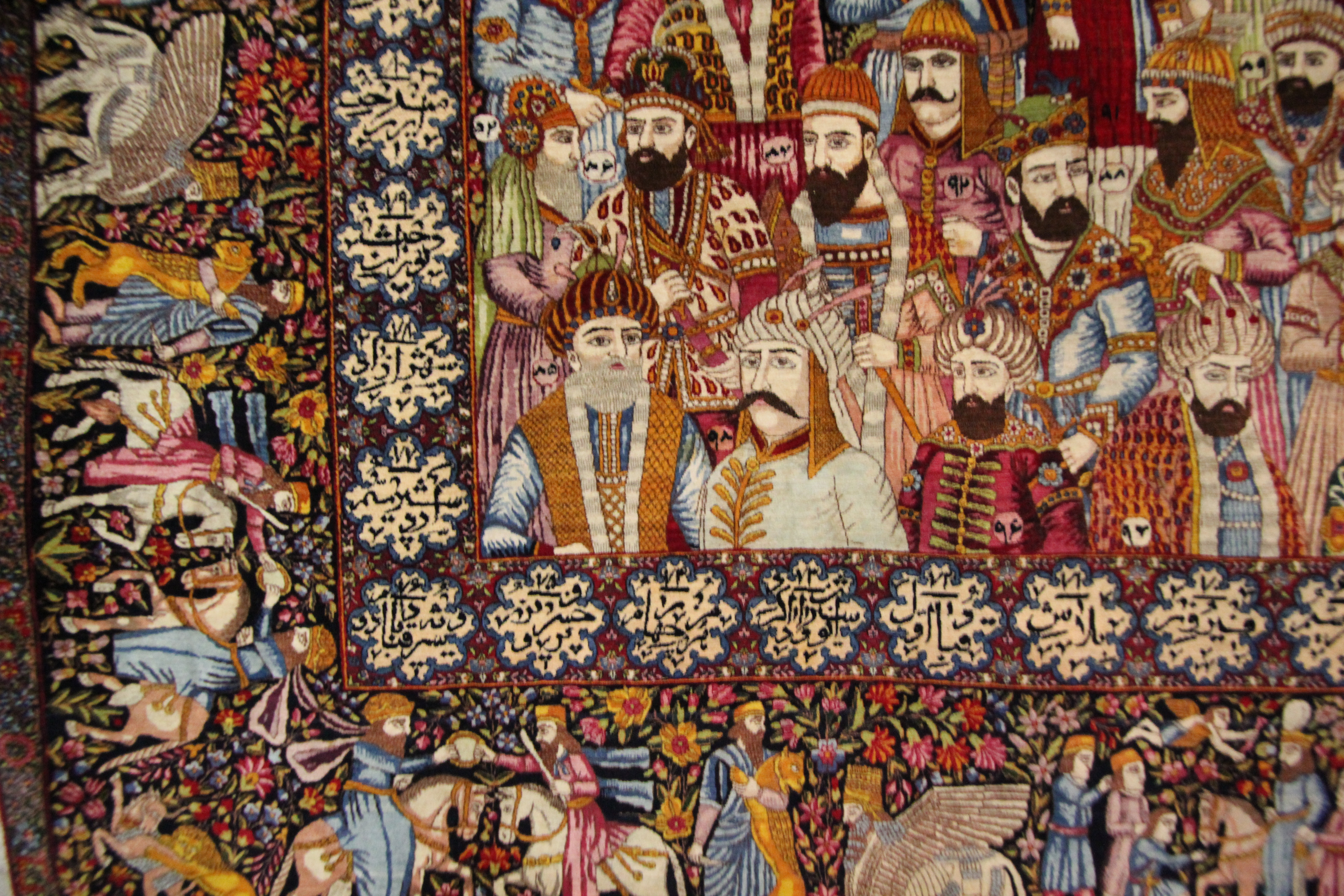
Iráni szőnyeg részlete a teheráni szőnyegmúzeumból

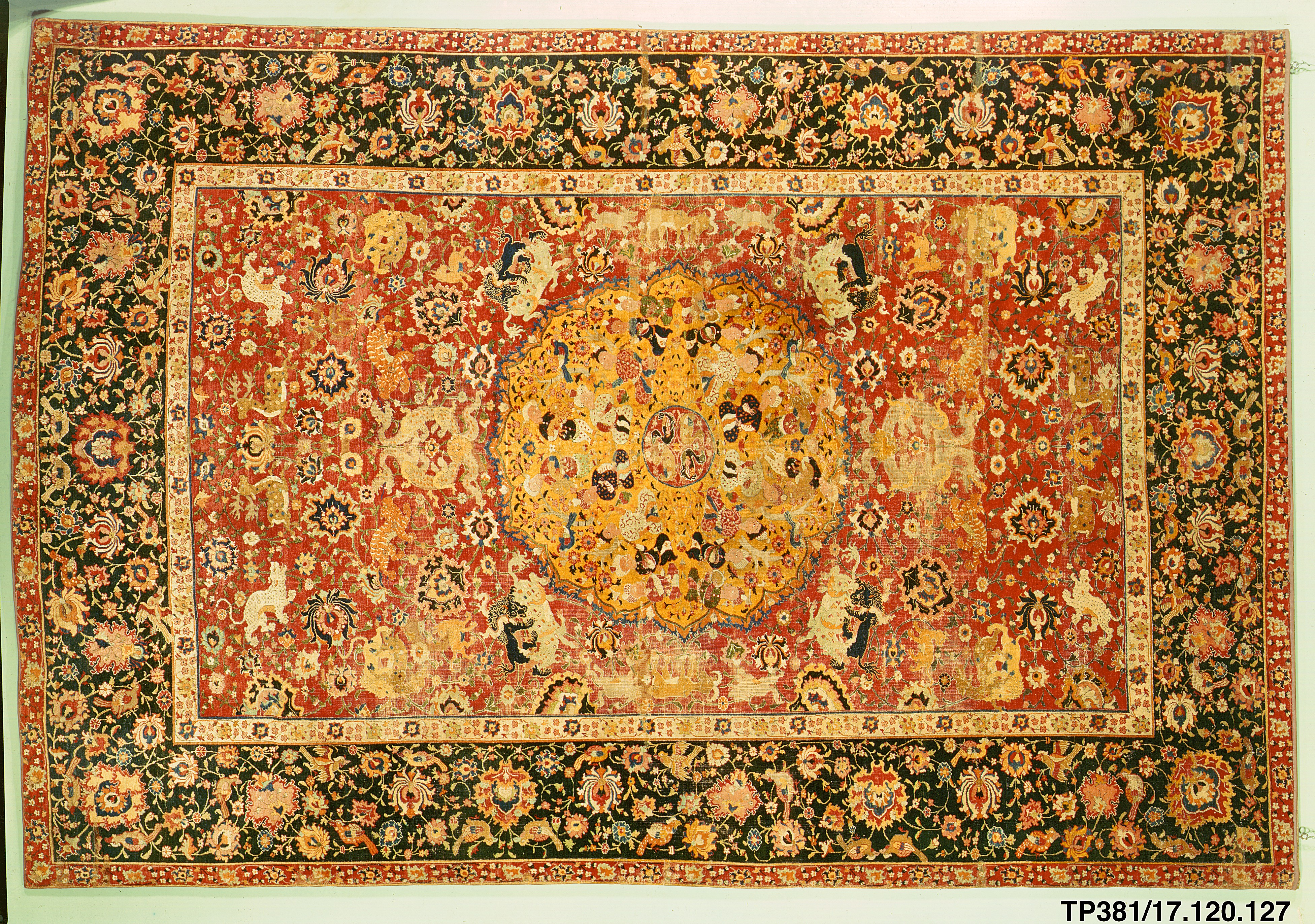
Iráni szőnyeg, 16. század második feléből

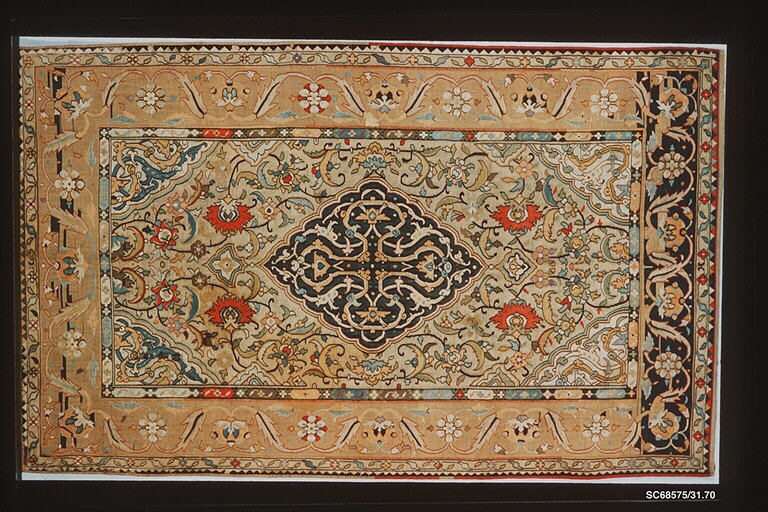
A „lengyel” szőnyeg, Kásán, 17. század

A szőnyegkészítést Iránban a 15. század végén és a korai 16. század között keletkezett szőnyegek dokumentálják, de a magas műszaki színvonal már a jóval korábbi hagyományokat jelzi. A 14. századi és a korai 15. században perzsa kéziratok említenek különféle geometriai mintás szőnyegeket, amelyek közül néhány kapcsolódik az Anatóliából ismert Holbein szőnyegekhez. A virágmotívumok a 15. század közepén kezdtek megjelenni. A timurida periódusban, ami datálható a 15. század második felétől, található a virágos iráni szőnyegeknek egy látványos példája: van egy központi karéjosan keretezett medalion, amely négy kisebb szegmensre oszlik, a sarkokban olyan eloszlásban és színekkel, ahogy a tipikus kortárs könyvművészek díszítették alkotásaikat. A szőnyeg pamutlánccal és -vetülékkel, aszimmetrikus gyapjúcsomókkal készült, széles színválasztékkal, vörös, világos és sötétkék, zöld, fehér, sárga és rózsaszín színekkel. A nyugtalan felületet kettős osztott levélmotívumok, stilizált lótuszvirágok tarkítják. Virágok és madarak (sőt állatok és emberi alakok is) előfordulnak, úgy tűnik, hogy véletlenszerű módon vannak a mintaelemek elhelyezve, de a közelebbről vizsgálva a kompozíció gondosan összehangolt.
A műhelyek kifinomult és igényes esztétikai törekvései a timurida udvarban a szafavidák uralma után is megmaradtak. Mintegy 1500 szőnyeg és töredékei élték túl ezt az időszakot. A 16. század első felétől a mintázatok, de maga a tervezés is egyre bonyolultabbá vált. A központi medalion és a negyed medalionok a sarkokban továbbra is kedvelt motívumok maradtak. Szőnyegszövők igen részletes mintákat alkottak az aszimmetrikus csomók és a selyem láncok, vetülékek bevezetésével.
A korai 16. századi szőnyegeket a szafavida főváros, Tebriz, majd Kazvin köré települt műhelyek állították elő, később az uralkodók királyi gyárakat alapítottak a nagyobb iráni városokban, mint Kásán, Kirmán és Iszfahán, de nem találunk arra vonatkozóan feljegyzést, hogy valamely szőnyegtípus egy városhoz is köthető lenne. Ennek ellenére három aláírt és dátummal ellátott szőnyeg maradt fenn ebből a korszakból. Egy 5,70×3,65 méter méretű a milánói múzeumban, ez egy aszimmetrikus csomózású 4100 csomó/dm²-es szőnyeg selyemlánccal, pamutvetülékkel. A mintázata karéjos központi medál 40 repülő daruval, vadászjelenettel, különféle állatok, oroszlánok, szarvasok ábrázolásával. Az alakok megkülönböztető szafavida turbánt viselnek, fehér ruhában, egy függőleges piros pálcát tartanak, ami valószínűleg kortárs könyv illusztrációja lehet A medál piros, sötétkék mezőben és a minta széles színválasztékkal készült. A felirat a nevet adja Gijáth al-Din Dzsámi, talán a takács neve, és egy dátum, amely 1522/3-ra utalhat, vagy ami valószínűbb, 1542-re.
Más dátummal és aláírással ellátott szőnyegek az északnyugat-iráni szúfi szent után elnevezett Ardebil tartomány egyik dzsámijában talált szőnyegek, ezek párban helyezkedtek el a szúfi kolostor mihrábja előtt. Jelenleg az egyik Londonban, a Victoria and Albert Museumban van, a másik Los Angelesben, a LA County Museum of Art tulajdonában van.
A 16. század második felében, I. Tahmászp perzsa sah (1524-1576) érdeklődött a szőnyegszövés és általában a művészetek iránt, és támogatta a szőnyegszövő műhelyek kialakítását, ezzel együtt a legjobb szőnyegszövő műhelyeket a tartományi központba telepítette. A szőnyegek egy nagy csoportja a változatos mintákkal rendelkező, de azonos szövetszerkezetű munka, a dél-iráni Kermánban készült és a 16. század végére datálható. Ezeknél a láncfonalakat három vetülékkel zárják le, amiből kettő gyapjú, a harmadik pamut vagy selyem. Mintegy 15 szőnyeg és egyéb töredékek ismertek Sanguszko-szőnyegek név alatt. A központi medál, az alakok, madarak, állatok, megszokott kompozíció, de a visszafogott színek eltérnek a szokásos szafavida szőnyegektől.

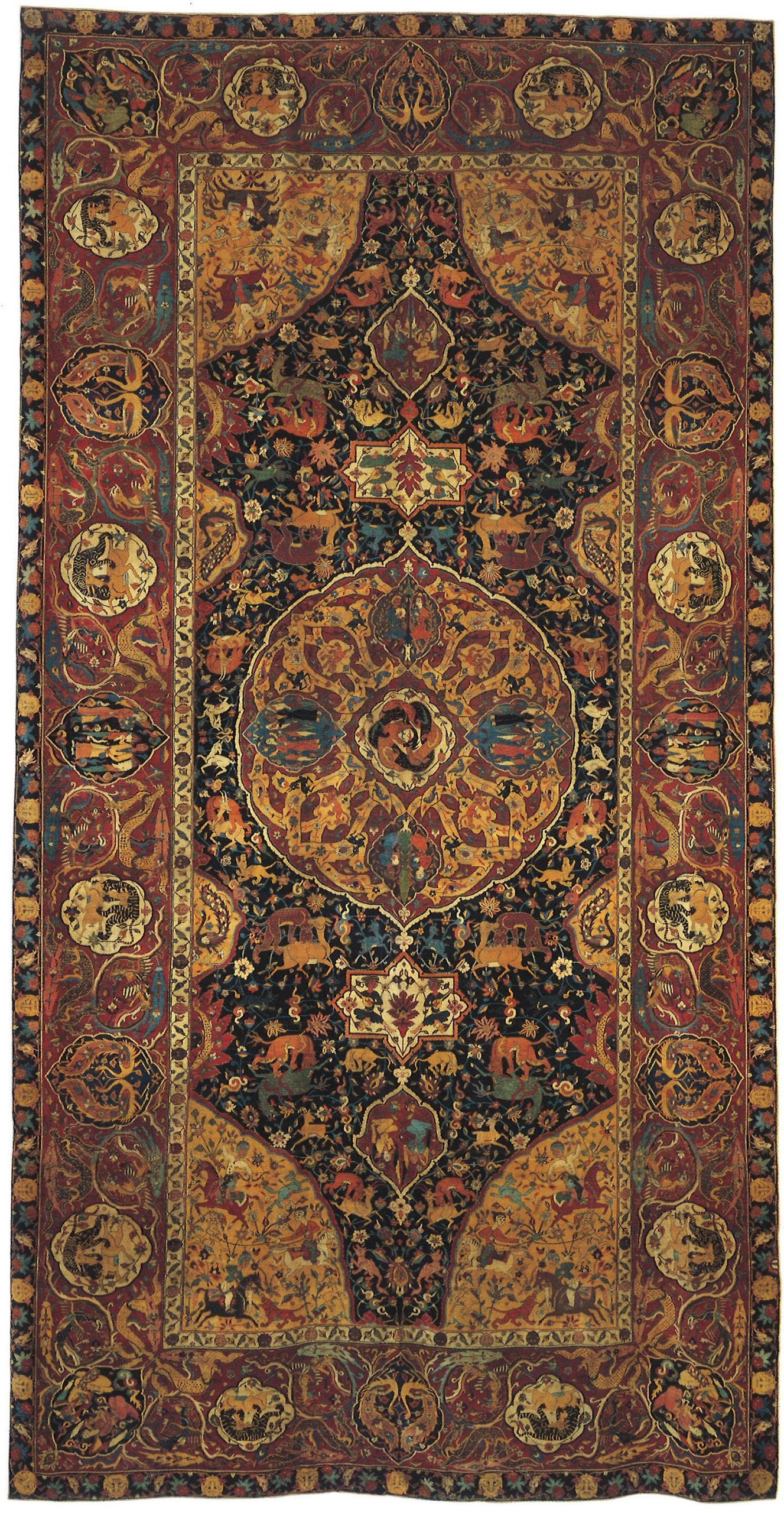
Sanguszko szőnyeg

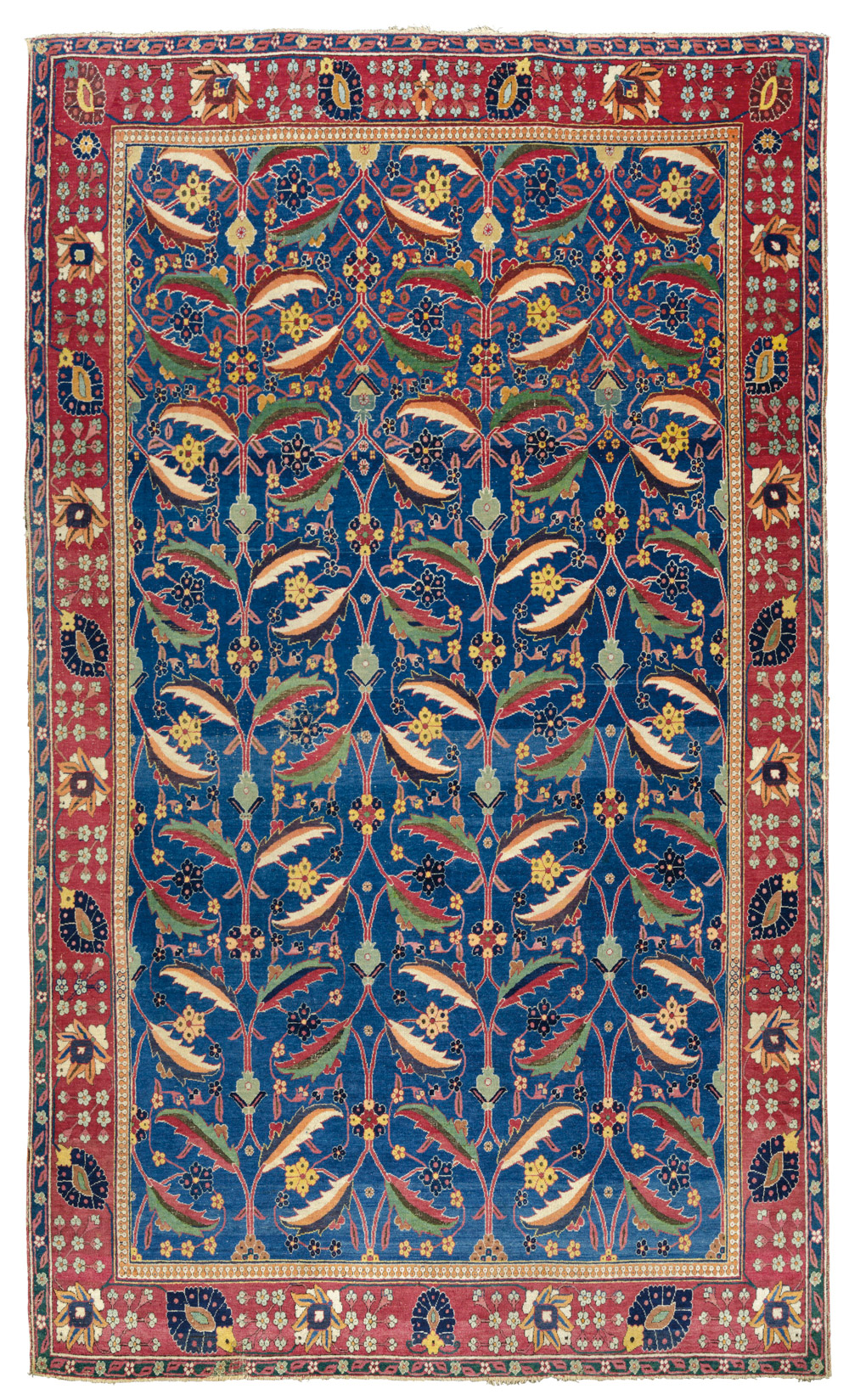
Kermánban készült úgynevezett "vase"-szőnyeg a késő 17. század végéről

Egy másik alcsoport a „Vase” néven ismert szőnyegek. A mezőben véletlenszerűen jelennek meg virágok (bazsarózsa, lótuszok és liliom), valamint palmettacsokrok, virágos csokrok, gránátalma, rozetták, némelyik szőnyegen díszes vázák láthatók, erről a motívumról kapta ez a csoport a nevét is. Az iráni szőnyegek egy másik csoportjára jellemző a mély rózsaszín mező és kék-zöld keret, feltételezhetően ezeket Herátban gyártották. A legismertebb példa az úgynevezett „császár szőnyegek”, (7,5×3,3 méter); amelyet I. Péter orosz cár (1682–1725) cár adott I. Lipót osztrák (ur. 1640-1705) császárnak 1698-ban. Ezek csomózott gyapjúszálakkal készültek selyemláncon, néhány 5500 aszimmetrikus csomót tartalmaz négyzetdeciméterenként, 18 színben. A belső védősáv tartalmaz egy ünnepélyes szöveget, amit valószínűleg Tahmászp sah tiszteletére írtak. Néhány heráti szőnyeg arany és ezüst szálakkal volt beszőve.
Arany- és ezüstszálakkal szövött szőnyegeket találunk I. Abbász perzsa sah (1588–1629) európai udvarokba eljuttatott ajándékai között is, amiket előszeretettel adományozott az uralkodóházaknak, ezzel is kérkedve vagyonával. Aranyszálakkal beszőtt szőnyegek a később csak lengyel szőnyegeknek nevezett mestermunkák, amelyeket megtalálunk a korabeli udvarházak berendezési tárgyai között is, amelyek közül mintegy 300 fennmaradt. Néhánynak különleges lehetett a szerepe, mert európai címereket tartalmaznak, köztük egy példa (Krakkó, N. Mus.) amiről sokan úgy gondolják, hogy a Czartoryski család számra készült. . A helytelen elnevezést (polonéz) akkor kapták, amikor az 1878-as párizsi világkiállításon bemutattak közülük néhányat. Olyannyira lengyel illetőségűnek tartották ezeket, hogy sokáig a lengyel szövőgyár nevét is tudni vélték, ahol készülhetett. Ennek ellenére ismert, hogy I. (Nagy) Abbász sah udvarában készültek, a sah és utódai ugyanis számtalan szövőműhelyt hoztak létre ebben az időszakban. Csomózott selyemmel selyem- vagy pamutláncokon és -vetülékeken rendkívül élénk, fényes zöld, kék sárga, rózsaszín, ezüst és arany hatású színeket hoztak létre, ám ez idővel elhalványult. A selyem viszonylag matt külső képet ad, ezt ellensúlyozta az anyag lágysága, esése. A minták jelentősen eltérnek, de többnyire telt virágokat, csokrokat örvénylő leveleket kisebb rekeszekre osztva tartalmaznak, ami egy központi medalion körül kavarognak. III. Zsigmond lengyel király egy örmény kereskedőt küldött Kásánba több szőnyeg megvásárlására 1602 szeptemberében.

#### Antik perzsaszőnyegek

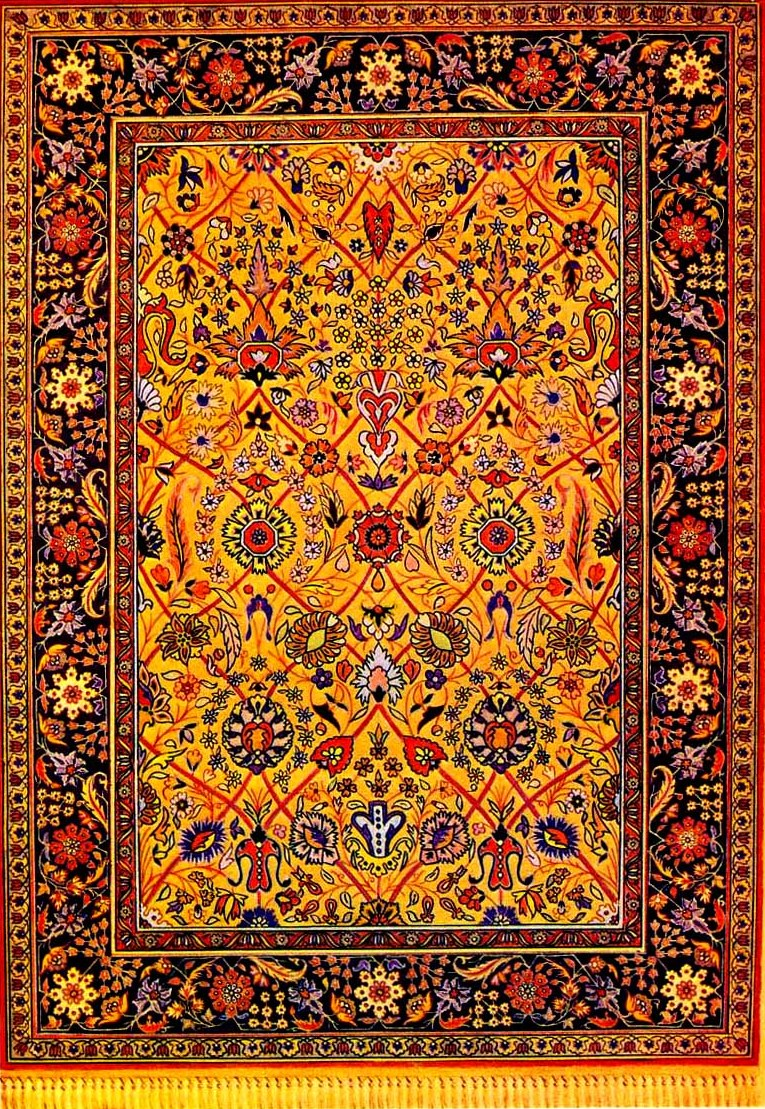
"Abbász sah" szőnyeg

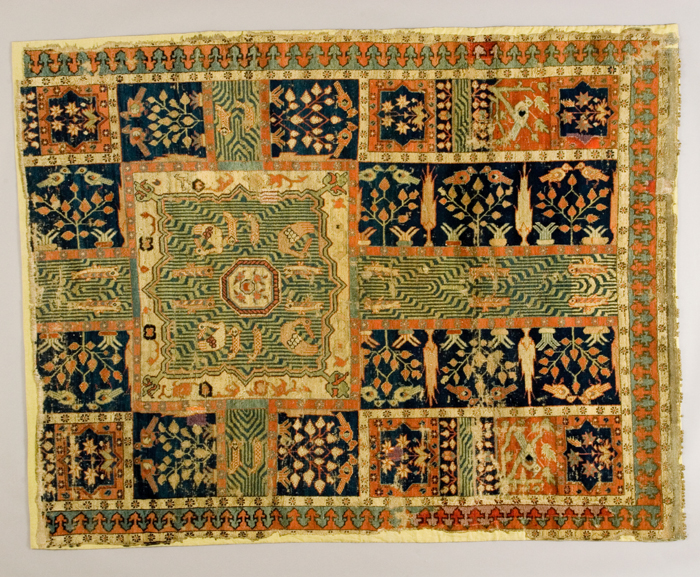
Iszfaháni "kertes" szőnyeg

- Archaikus luxusszőnyegek kb. 1250-1400 között készültek, a mongol kánok és Timurida uralkodók korában. Színek: elefántcsont, telt téglavörös, kék, a szegély gyakran barna vagy sötétkék. A minta archaikus, a keret keskeny.
- Nagy medalionos szőnyeg (1400-1490). A minta közepén nagy, csillag alakú medalion, ez szinte teljesen kitölti a belső mezőt. Az összekötő indákat csak helyenként fedik levelek, virágok. elefántcsont szín, téglavörös, sötétkék szegély. Egyes daraboknak már szélesebb a kerete.
- Kis medalionos szőnyegek (1480-1550). A minta közepén egy kisebb, citrom formájú medalion, ezt indák, palmetták, virágok veszik körül. Túlnyomórész fehér, lilába átmenő vörös, szegély fekete. A keretet már az arabeszk is kitölti.
- Abbász-szőnyeg (1550–1630). A mintája virágos, bimbós indák, csi, felhőszalag-motívum, melyek 1600 körül az Abbász sah által behívott Ming-kori kínai kézművesek révén kerültek Perzsiába.
- Virágos szőnyegek (1650–1720). Beosztásuk már klasszikusnak mondható. A középmezőben egy medalion és sarokkivágások, a díszítés spirál alakú indákból, nagy palmettavirágokból áll.
- Iszfaháni szőnyeg (1650-1700). A szőnyeg egész felületét indák hálózzák be. Abbász sah székhelyéről nevezték el őket.

A perzsaszőnyegeket innentől kezdve osztályozhatjuk tematika szerint:
- lengyel szőnyeg
- vadászszőnyeg
- Állatalakos szőnyeg: 15-16. századi klasszikus beosztású minta, medalion középen, a hosszanti oldalakon egyes szőnyegeken még több medalion és sarokkivágás látható. Felhő-szalag, csi, kilin, főnix, sárkány, csintamani, denevér, villám. A Szászánidák is hasonlókat készítettek.
- Portugál szőnyeg: 17. századi klasszikus beosztás, középen rombusz alakú medalion, lépcsőzetes keretben. Főként növényi motívumok, csónak, európai emberek alakjai. Csak néhány ilyen maradt fenn, melyeket Portugália vagy Goa részére készítettek.
- Kertes szőnyeg: Ilyen a Szászánida Khoszroész szőnyege is, de szűkebb értelemben csak 1650-1750 században készültekre alkalmazzák ezt az elnevezést. Gyapjú és selyem alapanyagúak, méretük 3×2,3; 5×2,2 méter.
- Lándzsalevélmintás szőnyeg (1600-1750). A központi motívum teljesen hiányzik, a fő mintát lándzsa alakú levelek alkotják.
- Rombuszos szőnyegek: A minta nomád szerkesztési módon alapul, azaz a felületet mezőkre osztják. Kirmán tartományban készültek a Szafavidák idején.
- Indás szőnyeg (1550-1750). Díszítése lándzsalevélhez hasonló, de a fő motívum villás inda.
- Pajzsos szőnyeg (1580-1700). Klasszikus elrendezésű, a belső mező centrális pajzsmedalion, ami a keretben megismétlődik.
- Heráti szőnyeg. 16. század végétől a 18. század elejéig készültek.
- Fás szőnyeg (1400-1550). Szimmetrikusan elrendezett fák, ciprusok, virágzó és gyümölcstermő fák, palmetták. Szegélye arabeszkes. Levelek 1480 előtt nem fordulnak elő.
- Dzsosegáni szőnyeg (1550-1850). Az uralkodó minta dzsosegáni palmetta. Sűrű, szorosan csomózott szőnyegek voltak, Dzsosegán városban készítették őket. Arab források szerint már 1550-ben exportáltak Indiába. A város megsemmisítése a szőnyegkészítésnek is véget vetett.
- Virágcsokros szőnyegek: Belső mezőn naturalisztikus rajzú virágcsokor, főleg felülnézetből ábrázolt rózsákkal, vörös, barna, kék színekben. Kásánban készültek, az újabbak Kirmánban.
- Vázás szőnyeg (1500-1680). Fő motívum a váza, melyből virágindák, csokrok, korong alakú palmetták és csi motívum hálója indul ki. A színek elefántcsont, néha vörösesbarna, lilásvörös. A keret sötétkék. A szőnyegek igen hosszúak és keskenyek, 5×2,2 méter. Gyakran tűntek fel itáliai templomokban és bazárokban. Kirmánban gyártották őket valószínűleg a Szafavidák korában.
- Koronázási szőnyeg: Egy darab maradt fenn a koppenhágai Rosenborg-kastélyban. A Holland Kelet-indiai Társaság 1666-ban ajándékozta III. Frigyes dán királynak. Mind a mai napig koronázási szertartásban használják. Mérete 5,28×3,1 méter.
- Ardabil-szőnyeg. Kettőt ismerünk belőle, az egyiket a londoni Victoria and Albert Museumban őrzik, valamikor Ardabíl nagy mecsetje számára készítették. Mérete: 10,34×5,2 méter. Felirata: Nincs más menedékem e világon, mint a te küszöböd. Nincs más hely a fejem oltalmára, mint ez az ajtó. A küszöb rabszolgájának, Kesáni Makszúdnak munkája a 946. évben. A dátum tehát 1540. 1880-ban adták el a mecsetből egy angol szőnyegkereskedőnek, a múzeum kétezer angol fontért vásárolta meg. Valószínűleg Kasánban készült. Méretük lenyűgöző: 10,51m×5,34 m. Mindkettő gyapjúcsomózású, és színezetlen selyem a lánc- és a vetülékfonal is. Minden csomósort három vetülékfonal zár le. A két ardebil-szőnyeg különbözik egymástól a csomók száma, a textúra és a csomók hossza tekintetében. Például a Londonban található ardebil-szőnyeg hozzávetőlegesen 4600 csomó/dm², a Los Angelesben levő 6200 csomó/dm². Mindkét szőnyegnél 16 kisebb lapított tojásdad alakú körrel vesz körül egy nagyobb karéjos medált. A szőnyeg hossztengelyében, a központtól szimmetrikusan két nagyméretű mecsetlámpa ábrázolása látható. Ezek az elemek látszólag véletlenül elszórt virágözönben lebegnek, de valójában egy bonyolult arabeszkmintázatot követnek. Mindkét szőnyegnél a kereten egy versszak szerepel Háfiz perzsa költőtől (megh. 1390).[4]

#### Újabb perzsaszőnyegek

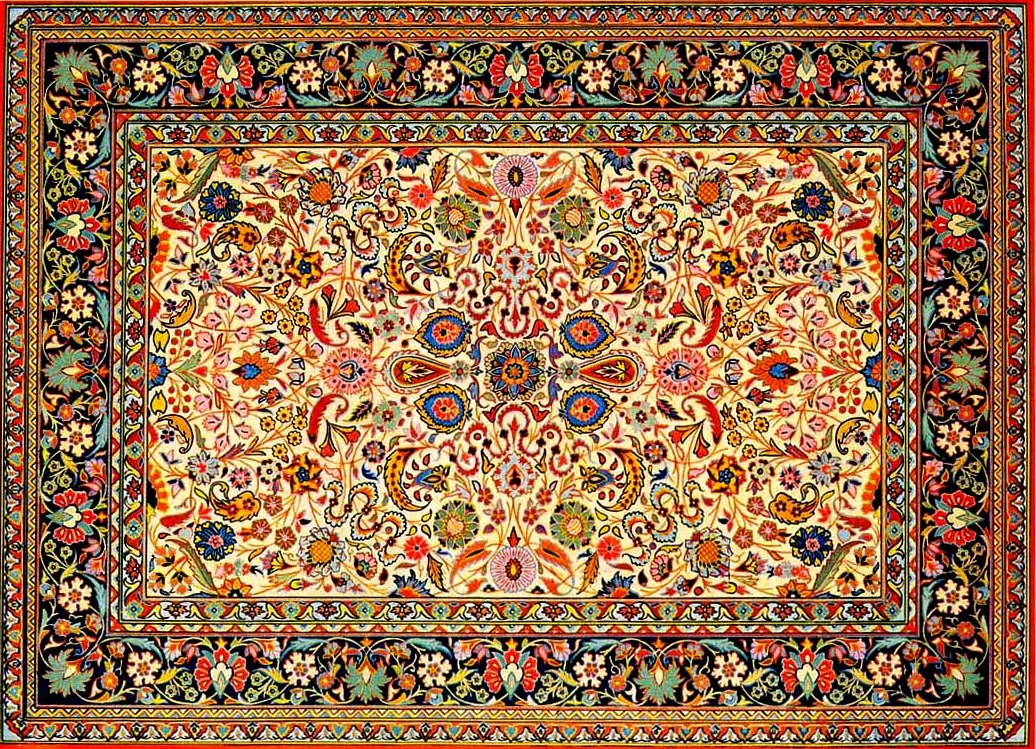
Azerbajdzsáni afsár-szőnyeg

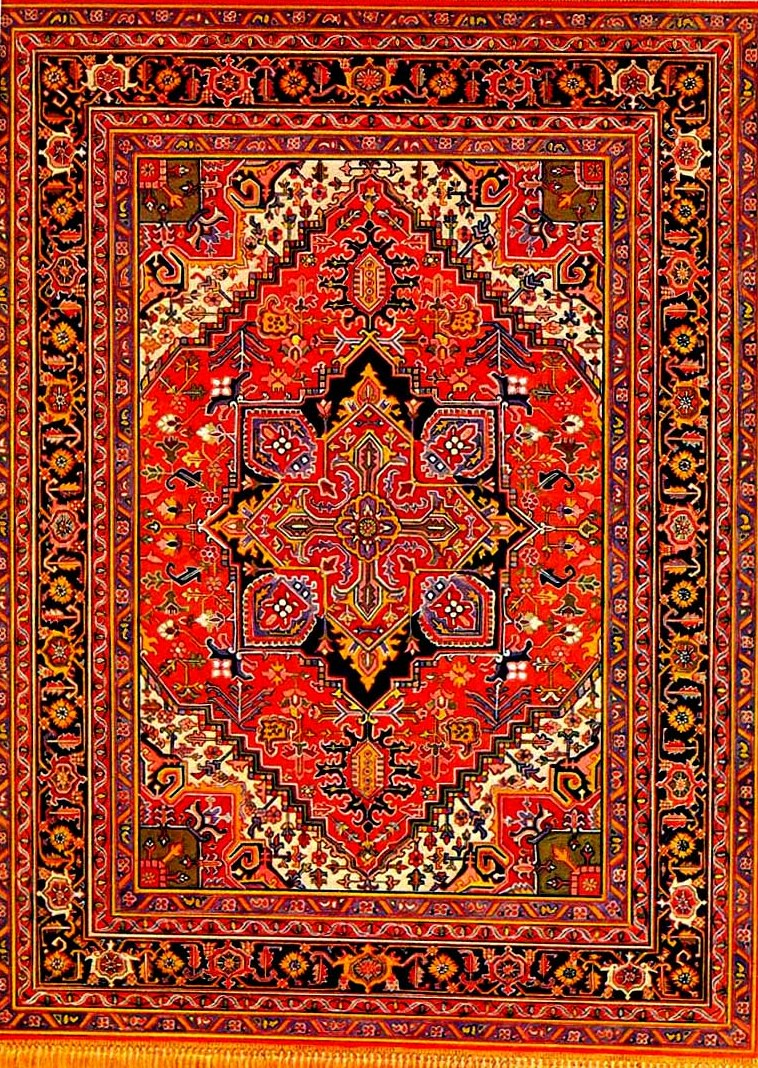
Herisz szőnyeg Tebrizből

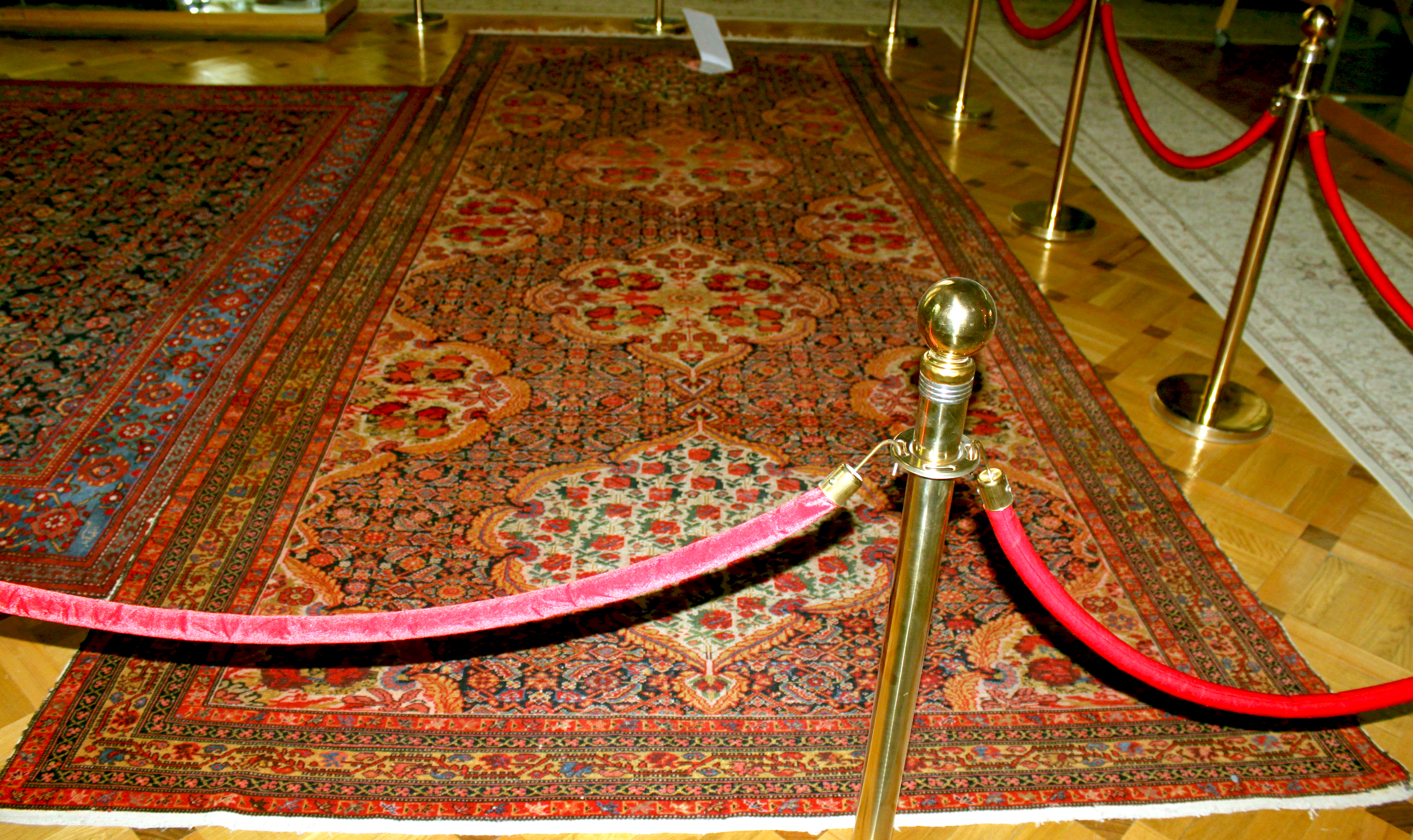
Tabrizi karabag-szőnyeg

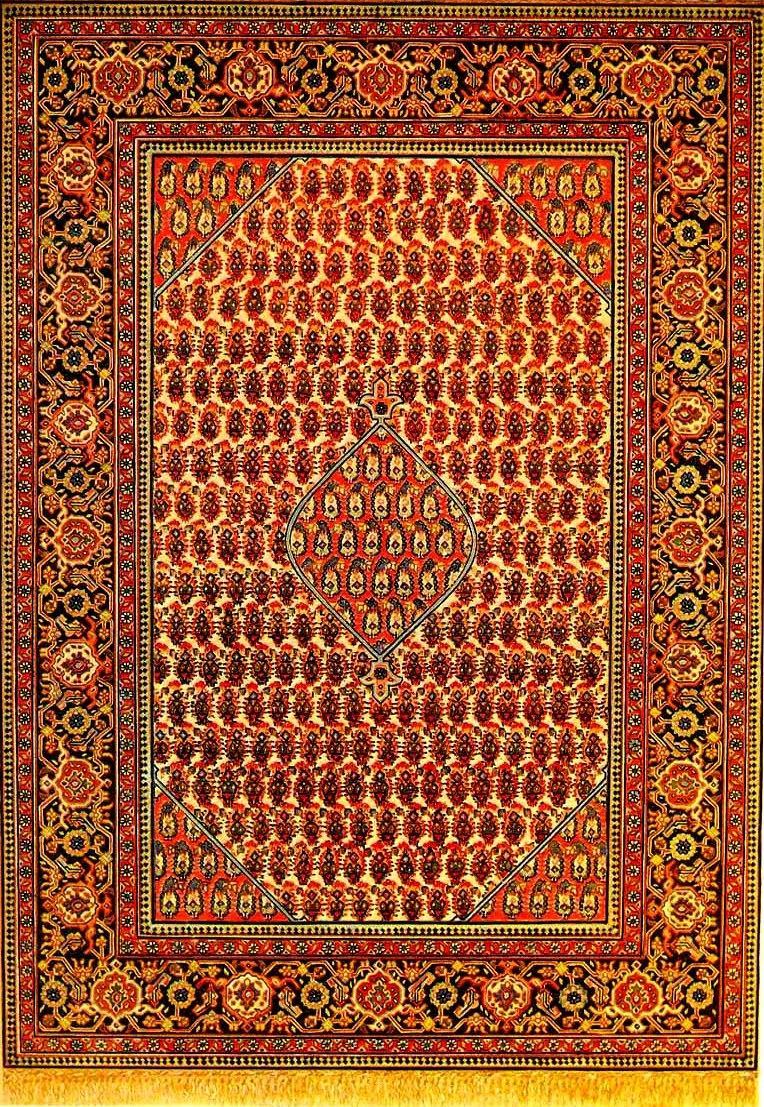
Mir szőnyeg Ferahanból

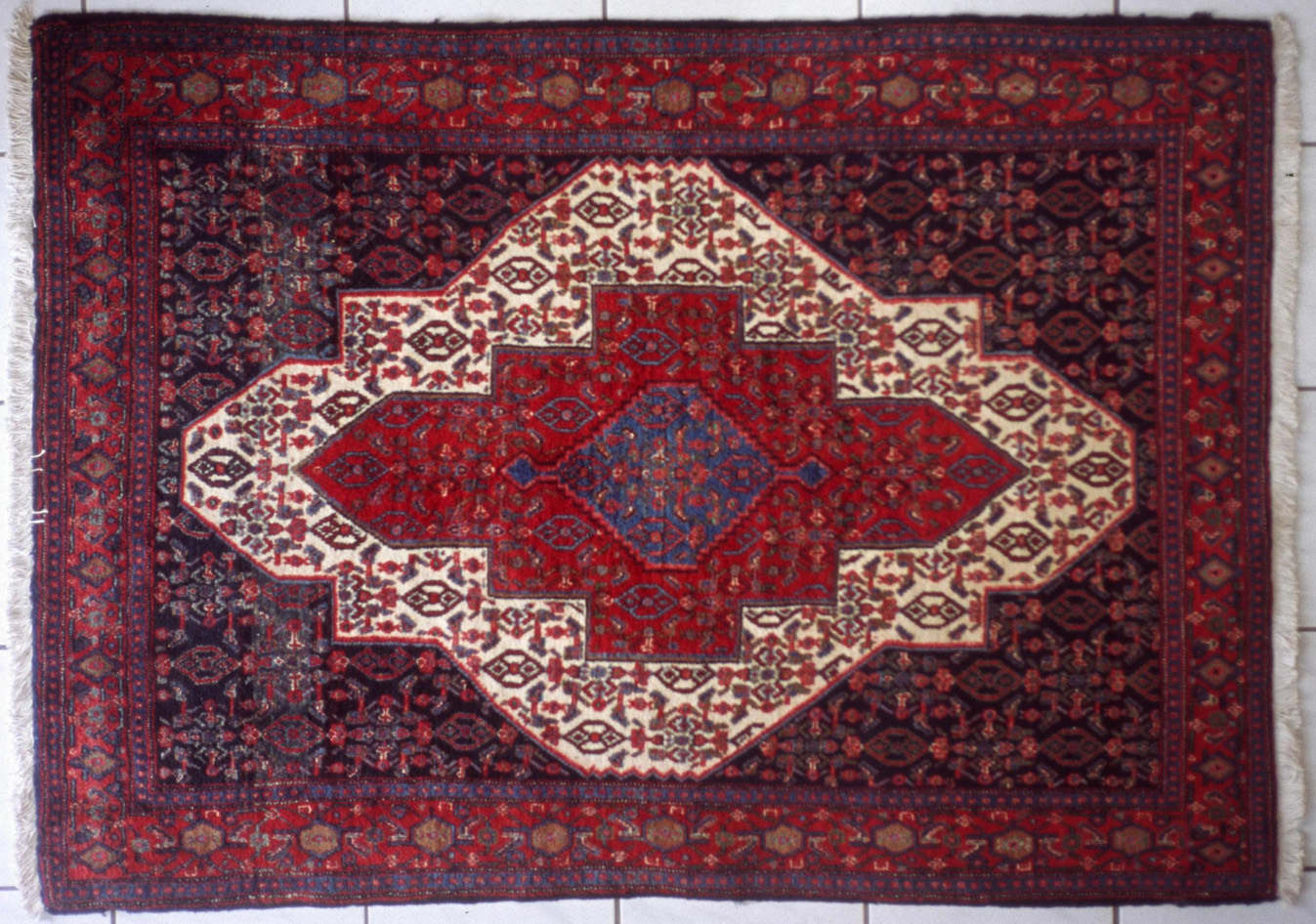
"Szenné" szőnyeg Iránból

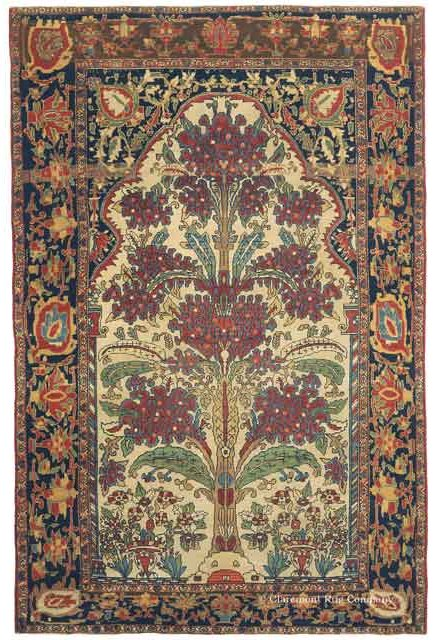
Feraháni "saruk" szőnyeg

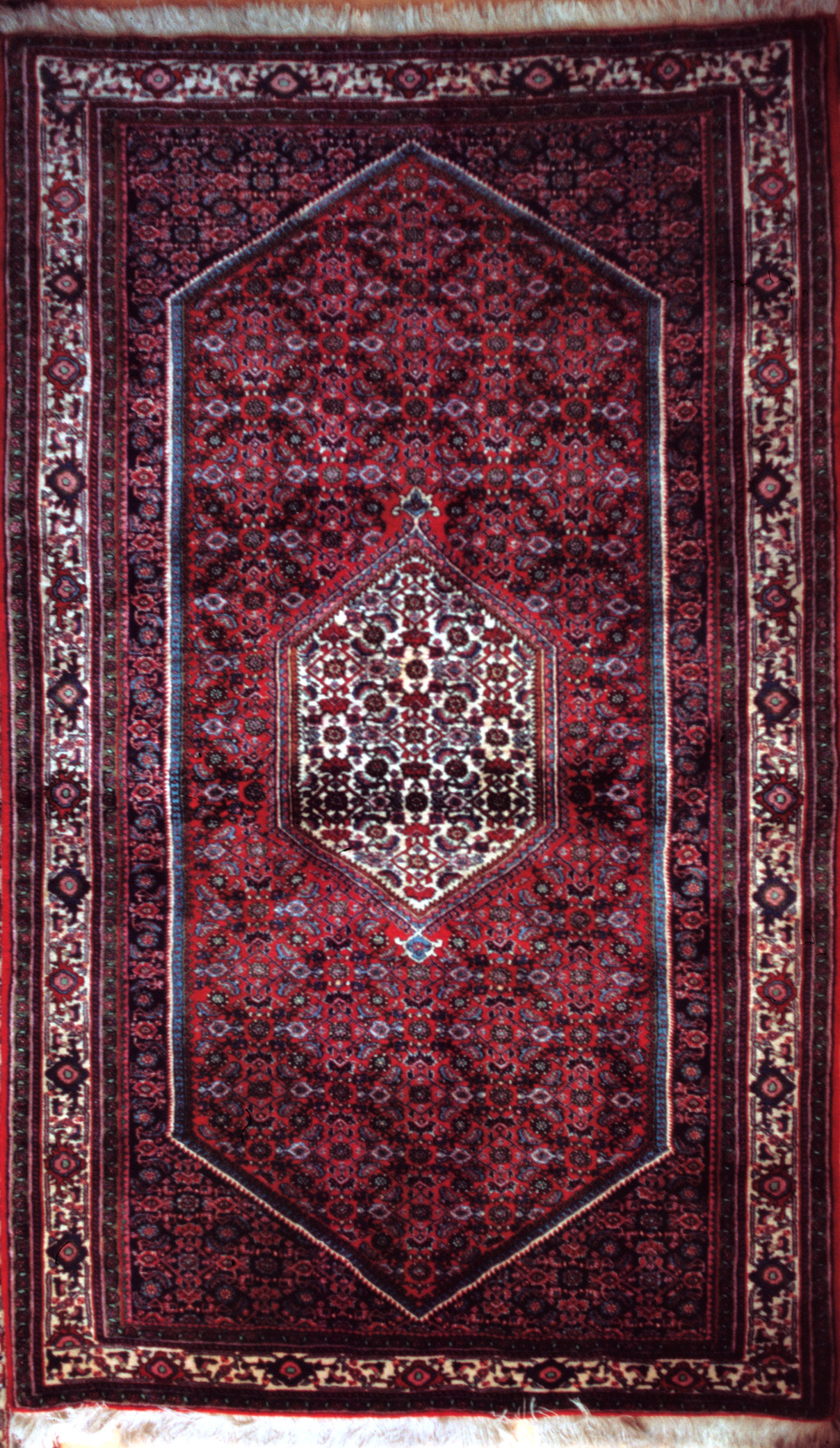
Bídzsár szőnyeg

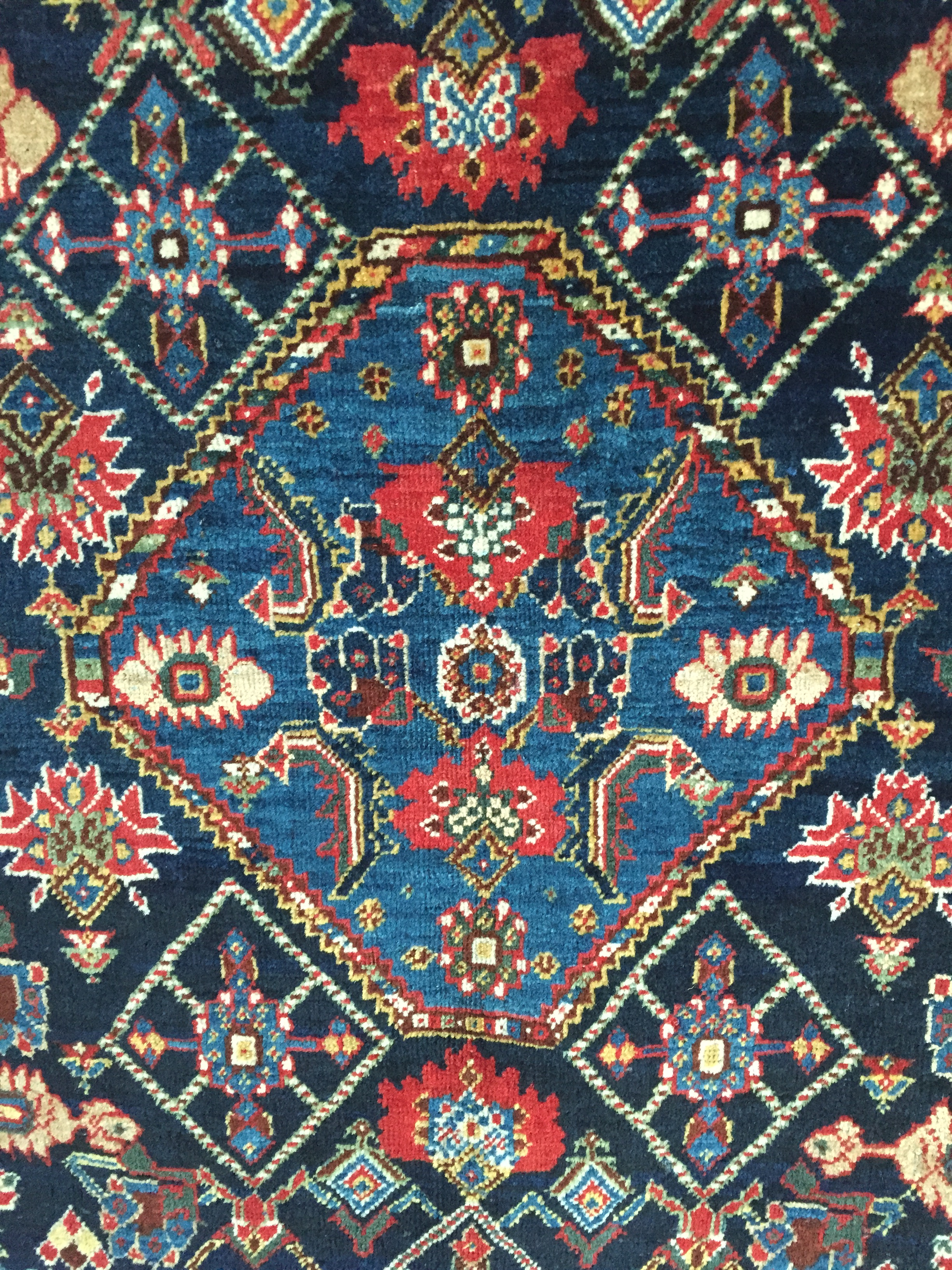
Dél-Perzsa szőnyeg részlete (központi medalion) valószínűleg "kaskaj" szokatlan színekkel (abras)

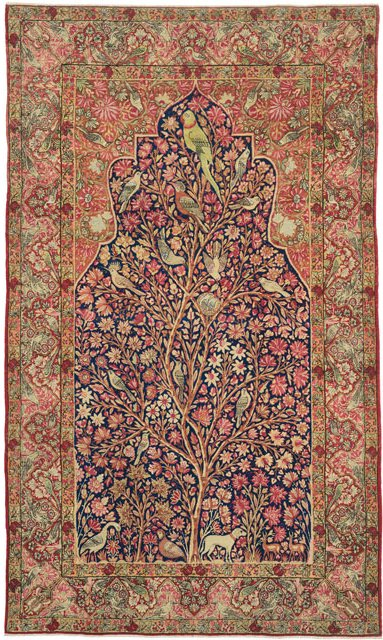
Kermánsah szőnyeg életfa ábrázolással (19. század)

- Abáde szőnyeg. Abáde városában készítik, Siráz és Iszfahán között. Szenné csomók, gyapjú-, pamut- lánc és -vetülék. Vörös terrakotta barna, kék, ritkábban sárga. Belső mezőkben rombusz vagy lóhere alakú medalion, a szabadon hagyott részen kis stilizált virágok és levelek.
- Afsar szőnyeg. Gyakran szaidabadnak és szidzsánnak is nevezik. Nomád és félnomád törzsek készítik Siráz és Kirmán közötti területen. Pamut, gyapjú láncon gördesz, ritkábban szinné csomózás 700-1500 csomó/dm² felületen. 1,8×1,2 méter. Tarka színezés, vörös vagy kék alap, a többi szín pasztell. A középmezőt stilizált virágdíszes rombuszok, vastag indák, borbálybot, rozetta, mir-i-bota motívum tölti ki.
- Ardabil szőnyeg. Ardabíl környékéről származik, gyapjú, pamut, gördesz csomó, 1200-1800 csomó/négyzetdeciméter, 3×2 méter. Erősen stilizált minta, a kakázusi sirvánhoz hasonlít.
- Bahtiári szőnyeg. Iszfahán és a Perzsa-öböl között élő török származású törzsek készítik pamutból, gyapjúból, gördesz csomózással. 600-2000/dm². Piros, barna, krémszín a domináns. A középső mezőt gyakran kisebb négyzet alakú részekre osztják, ezeket rozetta négyzet virág tölti ki. Az életfa motívum is gyakori. A különböző törzsekhez tartozók egyéni változatokkal élnek.
- Dzsosegán szőnyeg. 18-19. század, Észak-Irán. A láncfonal pamutból, a vetülék pamut vagy gyapjú, a csomó gyapjúból áll. Szinné csomózás, 800-1500/dm². Méretei: kis futószőnyeg, és nagyobb, 7 m-es darabok. Kék, vörös, bézs, ragyogó színek. Kis négyzetek stilizált virágokkal, indákkal, egyes darabok közepén rombusz alakú medalion. Keretben virágok vagy abbász-sah motívumok.
- Ferahan szőnyeg. 1880-1914 között európai és amerikai piacra termelték. 700-2000/dm² szenné csomósűrűséggel, a lánc és vetülék pamut, a csomó teveszőr, esetleg gyapjú. Méretei: 3×2 méter; 10×6 méter. Sötét nyugodt összhatás, eredetileg tipikus heráti-minták, a nyugati piacra való áttéréskor áttértek az antik szőnyegek másolására. Keretben rozetta, virág, levél, inda, arabeszk.
- Bídzsár szőnyeg. A lánc- és vetülékfonal anyaga pamut, a csomóé gyapjú vagy teveszőr. Gördesz és szinné csomók vegyesen, 700-2000/dm². Jellemző méretei: 2,4×1,5; 3×2,2; 3,5×2,5; 4,5×3; 6×4 méter. vörös kék sárga elefántcsont, teveszőr természetes színei fekete, sötétkék. A középső mező arabeszk és sarokkivágás, jellemzők a stilizált virágmotívumok, madarak, állatok és emberi alakok. Keretben gyakran heráti-motívum, rozetta, inda.
- Kom szőnyeg. Gyapjú, a vetülék pamut. Szinné csomózás 1500-1600/dm². Minden szokványos méretben előfordul, futóként is. Krém, világos sötétkék, ritkábban vörös, a minta többszínű. A középpont medalion, egyenesen és átlósan elhelyezett láng- és vázamotívumokkal. Keretben növényi minták, nyílhegy, abbász sah motívum.
- Hamadáni szőnyeg. Mintegy kétezer faluban készülnek. A láncfonal pamut, a vetülék gyapjú, a csomó gyapjú vagy teveszőr. Gördesz 500-1200/dm². Méretük 3,5×2,5; 5,5×5; 6×4, a kisebbek 1,4×1,1 méter. Rendkívül változatos motívumok, középen íves medalion, stilizált emberi és állati alakok. Az újabbakhoz nem használtak teveszőrt.
- Heráti szőnyeg. A láncfonal pamut, a vetülék és a csomók gyapjú. Gördesz csomó, 1800-2500/dm². 3,5×2,5; 6×4 méter. Piros, sötétkék, klasszikus mintákkal, egyenletesen elrendezett heráti-motívum, a kereten rozetta-lótusz látható.
- Herisz szőnyeg. 1880-1900 körül készültek. A láncfonal pamut, a vetülék pamut és gyapjú, gyapjú a csomó is. Gördesz csomózás, 400-1400/dm². Jellemző méretek: 4×3; 5×3,5, egyes darabok 7–8 méter hosszúak. A minták világoskék, zöld, terrakotta, világossárga mind vörös alapon. Minták: mértani arabasz, stilizált virágok, csillagmedalion. Szegélydíszen keskeny heráti-motívumok, háromszög rozetta.
- Iszfaháni szőnyeg. Iszfahában Abbász sah állította fel a műhelyeket. Klasszikus mintákat követtek. A láncfonal pamut, a vetülék és a csomó gyapjú. A szinné csomó 2000-5000/dm². Főként előkék 2×1,2; 3,8×2,5 méter. Vörös, bézs, világoskék, sokszínű minta. Alapmotívum az indaszövedék medalionnal vagy anélkül, lótuszvirág, állatmotívum, feliratok. A keret mintája néha átnyúlik a belső mezőbe.
- Jazd szőnyeg. Szinné csomók, gyapjú, pamut anyagösszetétellel. 1,3×0,8; 3,3×2,8; 4×3 méter. Világos alapszínek, kékeszöld árnyalat, ezt mesterségesen, mosással hozzák létre. Apró mértani és növényi motívumok a jellemzők.
- Joragán szőnyeg. A Goravánban készült hebrisz szőnyegek gyűjtőneve. Gördesz gyapjú, esetleg pamut, gyér csomózás, legfeljebb 300/dm². Méretek: 2×1,2; 8×8 méterig. Középső medalion és sarokkivágás, mératni stiliz.
- Karabag szőnyeg. 1890-1910 között elárasztották az európai piacot, Azerbajdzsánban készültek. Gyapjú, teveszőr, kecskeszőr, gördesz és szinné csomókkal. Durva szőnyegek, mintájuk kaukázusi, fénytelen tisztítatlan anyagból. Méretek: 1,6×1,1; 2,6×1,4; 4×2 méter. Ibolyakék alap, fűzöld, fehér, a szegély alapszíne vörös, gyakori a heráti-motívum.
- Kaskai szőnyeg. A kaskaiok félnomád törzse készíti. Gyapjú és állatszőr. Szinné, a gördesz ritka. Vörös, vörösesbarna kék krémszínnel kis mértani motívumok.
- Kesáni szőnyeg. A láncfonal pamut, a vetülék pamut vagy gyapjú, a csomó gyapjú vagy selyem. Gördesz és szinné. Gyapjúnál 3-5000, selyemnél 4-8000 csomó/dm². Méretek: 3×2; 4×3; 3,5×2,5; 4,5×3,5 méter. Többszínű minta, alapszínek: elefántcsont, vörös, kék a medalion és a sarokkivágás. Lótusz, oszlop, váza. Perzsiában ezeket a szőnyegeket falra akasztották.
- Horászán szőnyeg. Horászán tartományban készítik. Pamut, gyapjú, szinné. 600-2500/dm² sűrű. 1,5×0,9; 1,8×1,2; 3,5×2; 5×2,5 méter a méret, a középmező vörös, gyakori a kékesrózsaszín árnyalat. A belső mezőben centrális motívum, sarokkivágás, naturalisztikus madár-, állatmotívum. Széles keret. Újabb kori előállításuknak három periódusa különböztethető meg: 1800-1880 – a legjobb, fentebb leírt szőnyegek. 1900-1914 – gyenge minőségű, ritka, egyenetlen csomózású szőnyegek, Kaiz városban készültek. A szőnyegek egy részét európai hatásra Biredzsen városban kezdték gyártani, valamivel jobb minőségben.
- Kirmán szőnyeg. Szövése régi hagyomány Kirmán városban. A Jazdban és Ravarban készült darabokat jazd-kirmánnak és ravar-kirmánnak mondják. A lánc és vetülék pamut, a 2500-4000/dm² szinné csomózású gyapjúból áll. Jellemző méretek: 1,9×3×2; 5×3,5; 1,7×0,7 méter. Pasztellszínű alap, világos krémszín, zöldeskék, telt vörös. Középmedalionnal rendelkezik és sarokkivágással, dús növényi indák, rozetta, stilizált rózsa. A 19. századi példányok állatalakosak és figurálisak is lehetnek. Az európai ízléshez igazodó fajtáját lever-kirmánnak nevezik, francia barokk hatás mutatható ki. A kereten virág, inda, életfa, lótusz, palmetta motívumok.
- Kermánsah szőnyeg. Kermánsah városban készítik. Gyapjú, pamut alapon 1200-2000/dm² szinné és gördesz csomók. Méretek: 3,5×2,5; 4×3; 6×4 méter. Igen harmonikus színezés, minden színe világos, egyik szín sem hangsúlyosabb a másiknál. Kék, vörös, elefántcsont alap. A kompozíció alapja igen sűrű indahálózat, néha centrális motívum is van (heráti, mir-i-bota, arabeszk).
- Lurisztán szőnyeg. A nomád bahtirik készítik Irán nehezen megközelíthető részén. A lánc pamut, a vetülék és a csomó gyapjú és más állatszőr. 600-1000/dm² gördesz csomó. Méretek: 1,6×0,9; 4×1,5 méter. Az előke típusú lehet 3,8 m hosszú is. Sötétkék, vörös, elefántcsont alapon tarka minta, nagy virágok, rozettasorok, megtört indás vagy rákmintás szegélydísz, csillagok, középmezőben 1-3 medalion, tengeri csillagok.
- Mahal szőnyeg. Ferahan vidékén készül. A lánc és a vetülék pamut, 400-800/dm² gyapjú gördesz csomó. Az előkék és szőnyegek 6 m hosszúak illetve 6×4,5 méteresek is. Az alapszín vörös, kék, bézs. Gyakori a heráti-motívum. A középmezőben sima alapú medalion van, sah-abbász, rozetta, virág, heráti mir-i-bota minták jellemzők.
- Meshed szőnyeg. Meshedből exportálják a környéken készített darabokat. A lánc pamut, a vetülék 1000-1800/dm² gyapjú szinné csomó. 3,5×2,5-től 8×6 méterig. Kék, vörös, világos rózsaszín alap, krémszínű minta. Centrális medalion, sarokkivágás, keretben heráti minta, ez néha 12 sávos.
- Mir szőnyeg. Ferahan tartományban készülnek. A lánc pamut, a vetülék és a csomó gyapjú. 1500-3000/dm² szinné csomózás. Vörös bézs alap, a minta 21 színű is lehet. Belül szerabend palmetták, szegélyen lótusz, arabeszk, virág, rozetta vagy nyílhegy.
- Muskabad szőnyeg. Ferahan vidékén készül ez is. A lánc pamut, a vetülék gyapjú vagy kecskeszőr, a csomó gyapjú. Szinné 800-1200, 2,2x1,3. Vörös és kék alapszínek. Alapul nagy minta szolgál, sorokba rendezett, stilizált virágokkal, arabeszk. A kereten virágok, tört arabeszkek, homokóra motívum, S-szalagdísz.
- Saruk szőnyeg. A Saruk nevű falu adja a nevét. Gyapjú pamut alapon, 2000-4000/dm² szinné csomó. Lehet előke és hosszú szőnyeg is. A minta emlékeztet a kirman és kesáni szőnyegekre, a központ medalion vagy több elszórt medalion. A heráti minta megtalálható a mezőben és keretben is. A legszebb perzsaszőnyegek közé tartoznak.
- Szenné szőnyeg. Kurdisztán tartomány Szenné nevű városának környékén készítik. A lánc pamut, a vetülék pamut vagy gyapjú, a csomó gyapjú vagy selyem. 2500-5000/dm² szinné csomózás. 1,8×1,2 méter; max. 2,4 méter hosszú. Alapszínek: kék, vörös, almazöld, rózsaszín, sárga, fehér. Az egész szőnyegen elszórva láng, heráti, aprópalmetta, szegélyen teknősbéka, mir-i-bota virágok. A szinné kelim szőnyegek kék és vörös színűek, narancsos, barnás, zöldes árnyalatban. A mintát rombuszmezők alkotják, erősen stilizált indákkal, virágokkal, palmettákkal.
- Szerabend szőnyeg. Szerabend városról elnevezve. A lánc pamut, a vetülék gyapjú gyapot, A csomó gyapjú. Gördesz és szinné 1500-3000/dm²-en is előfordul. 3,5×2 méter; 4×2,5 méter; 5,2×3,4 méter. Ritkábban 1,5×1 méter. Vörös, kék, elefántcsont színek dominálnak. Az egész szőnyegen szabályosan ismétlődik a mir-i-bota motívum, vagy kis tulipánsorokban. Széles, háromszalagos keret indával, arabeszkkel.
- Siráz szőnyeg. A Kaskai-vidék nomádjai készítik, 1890 óta kéziiparszerűen. Siráz a Fársz tartománybéli szőnyegek gyűjtőhelye. A lánc gyapjú, kecskeszőr, a vetülék kecskeszőr, a csomó gyapjú. Gödesz és szinné csomók 600-1000/dm². Méretek: 1,2×0,7; 1,6×1,1; 2,9×1,5; 3×2; 4×3; 3,5×4,5 méterben és még nagyobbak. Néha kemény színellentétek, például vörös kék. A középső mezőt legtöbbször rombuszsorok töltik ki, lépcsőzetes szegélyezéssel, hullámzó indák, stilizált állatok jelennek meg.
- Tebrizi szőnyeg. Néha selyem, gyapjú, pamut. Gördesz és szinné csomók 2000-4000/dm². Igen különbözőek a méretek: 5×4, 3×2, 12×8 méter, a selyemszőnyegek 1,8×1,2 3×2 3,5×2,5 méter méretben készülnek, az alapszín krém, vörös, kék. Központi medalion, melyet kisebbek vesznek körül, vadászmotívumok, keretben heráti minta, lótusz, inda. Gyakori az antik szőnyegek mintáinak utánzása is.
- Turkbaff szőnyeg. Horaszán tartományban készül. Gyapjú, pamut gördesz csomó, 800-1500/dm². 5×4 3,5×2,5 méter. Puha színek, jellegzetes a tompa rézvörös szín. A sarokkivágásokat nagy medalionok tagolják, a minta európai ízlés hatását mutatja.
- Teherán szőnyeg. A fővárosban, manufaktúrában készítik. Gyapjú vagy pamut szinné csomókkal 2000-4000/dm². Mérete a negyven négyzetmétert is elérheti, egyébként 1,8×1,2; 3×2, 4,5×4 méter. Világos alapon kék, vörös, elefántcsont, finom növényi díszek medalionok.

### Kaukázus

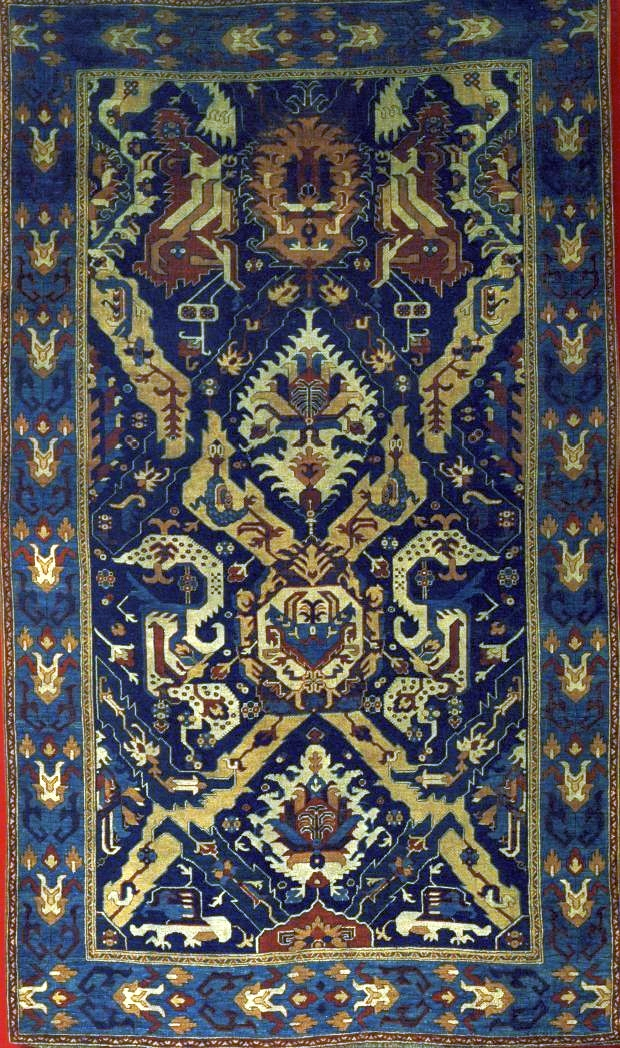
Karabakhi "sárkányos" szőnyeg Örményországból

A történelmi helyzetnek megfelelően tagoltság a kézműiparban is érezhető. 1890 és 1900 között jürük néven hozták őket forgalomba.

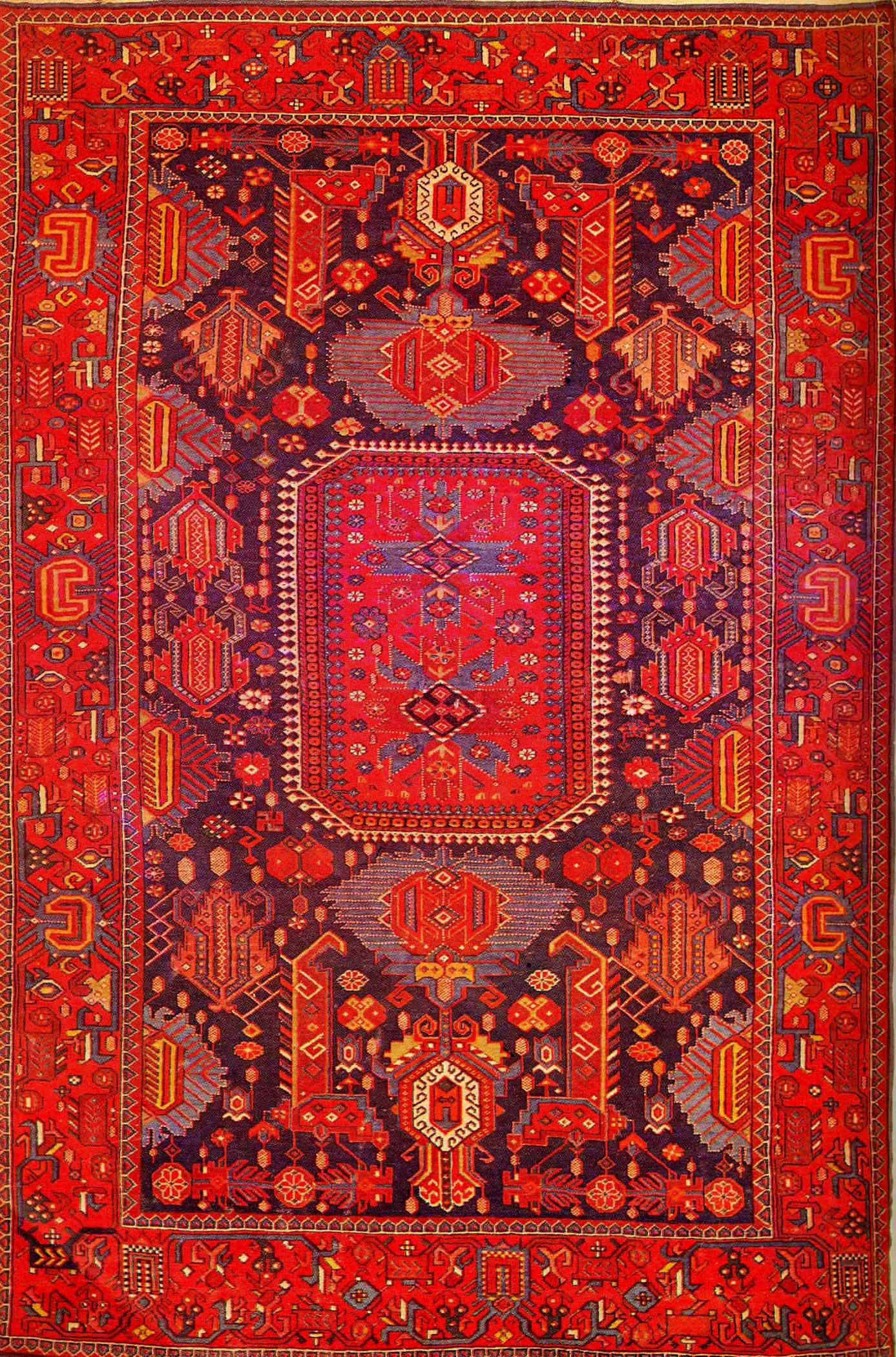
Azeri "gabala" szőnyeg

- Sárkányos szőnyegek. 15-17. századi, nagyon ritka szőnyegek, sok elmélet vonatkozik rájuk. Régebben örmény vagy mongol mesterek munkáinak tartották őket, kapcsolatuk azonban szkíta kultúrával és altáji terület legrégibb szőnyegleleteivel. Heraldisztikusan megduplázott állatalakok, főleg sárkányok, sárkány és főnix párviadala. Keskeny keret, hullámos indamotívum és stilizált liliom, gerely formájú levelek vagy rozetták. A 16. században állatok helyett növények, nyilvánvalóan a terjedő iszlám hatására. 3000/dm². Vörös, sötétkék, sötétzöld alapon 10 különböző szín átlagban.
- Bakui szőnyeg. Amer-Adzsan faluban készítik. Gyapjú, kecskeszőr, pamut, gördesz csomókkal 2500/dm². 4×2 méterig. Fénytelen, megtört, napszívottnak tűnő színárnyalatok, a világoszöld több árnyalata, világosságra, alap sötétkék és fekete. Középen nagy csillag alakú medalion négy sarokkivágással, három sávos keret, mértani motívumok, esetleg stilizált ember és állat.
- Dagesztáni szőnyeg. Lezgi pásztortörzsről is nevezik. A lánc pamut, a vetülék pamut vagy gyapjú, a csomó gyapjú gördesz 1300-2000. A gyapjú gyakran színezetlen. 1,4×0,8, 1,7×1, 1,8×1,15 méteres méretben. Fehér alap, a tükröt négyzet alakú motívumok tagolják hosszanti vagy keresztirányban. A keretnél hármas levél a jellemző, a minták borospohár, stilizált sasfej vagy mértani minták lépcsőzetes szegéllyel.
- Derbenti szőnyeg. Derbent gyűjtőhelyről elnevezve. A lánc pamut, a vetülék gyapjú vagy pamut, a csomó gyapjú, a vetülék néha színezetlen kecskeszőr. Gördesz 850-1200, finom minőségű gyapjú, rövid szőrű csomózás. Tartós szőnyeg. 2,5×1,4 3,5×1,7. Sötétkék alap, a motívumok sárga, fehér, a keret alapja fehér. Középmezőben általában 1-3 medalion, a keret fősávjában csillag, négyzet, nyílhegy, háromszög.
- Gendzse. A lánc gyapjú vagy kecskeszőr, néha pamut, a vetülék gyapjú vagy kecskeszőr, a csomó gyapjú gördesz 800-1200. 1,6×0,8 méter 4×1,2 méter bézs, vörös kék alap, egyébként igen sokszínűek, ami a rossz minőségű festés következménye. a kazakhoz hasonló mintában apró csillag és négyzet, sorokba rendeződnek.
- karabag szőnyeg.
- karadzsa-karabag. A sztyeppék, a Kaukázus északi részének termékei. A lánc pamut, a vetülék gyapjú vagy kecskeszőr, a csomó gyapjú, gördesz csomózással 1000-1500/dm². Fényes, tartós szőnyeg. Kis összekötő szőnyegek, legalább 3 m hosszúak. Vörös vagy kék alap, kaukázusi díszítőelemeken kívül kelet-ázsiai motívumokat is alkalmaznak, pl. herati.
- Kazak szőnyeg. Kazakok, cserkeszek, örmények és kurdok készítik Közép-Kaukázusban. A lánc gyapjú vagy pamut, a vetülék és a csomó gyapjú. A láncban előfordul kecskeszőr, a csomókban teveszőr. Gyakran színezetlen gyapjú. Gördesz csomó 1200-2000/dm². 1,3×0,9 2 méter, 2×1,6 méter 1×0,7 méter. Vörösbarna, a keret elefántcsont vagy krém. Szigorúan mértani minta, a tükör közepén nyolcszög, csillag vagy egyenlő szárú kereszt alakú medalion, amit stilizált állatok (pl. teve) töltenek ki. Ötsávos keret borospohár, rák, felhőszalag.
- Kuba. Kuba város lakossága raktározza a környék szőnyegeit és gyártók is egyúttal. A lánc pamut, gyapjú, a vetülék és a csomó gyapjú, gördesz, 1000-1500/dm², a legjobb minőségű kaukázusi szőnyegek közé tartozik. Legfeljebb három méter hosszú. Sötétvörös, sötétkék, mértani motívumok, 2-3 sávos kereten S-alakzat.
- Lezgisztán. Kelet-Kaukázus. A lánc pamut, gyapjú, a vetülék és a csomó gyapjú gördesz, 1000-1500/dm², 1,4×1 3 méter, 5×1,4 méter. Világos, ragyogó kék, vörös, bézs alap, a mintában erős keleti befolyás. A csillag lépcsős keretezésű négyzet, kampó, rozetta.
- Nagham (mughan). A lánc pamut, gyapjú, a vetülék és a csomó gyapjú gördesz, 800-2000/dm². 1,8×1,2 méter koselinvöröstől ibolyakékig alap, középmezőben virágok által övezett kis sirván típusú medalionok.
- Régi sirván. Sirván körzetében készül, nagy múltú műhelyek termékei. A lánc pamut és gyapjú, a vetülék és a csomó gyapjú gördesz, 800-2000/dm². 1,25×0,8 méter 1,8×1,2 méter, igen harmonikus színezés, kék alapon elefántcsont vagy vörös, minta sárga rózsaszín világoskék, elefántcsont keret, mértani díszítőelem rombusz és nyolcszög, 3-5 sávos szegély borospohár, skorpió, csillag, kosszarv mintával.
- Új sirván. Állami monopóliumban készülnek, uniformizálódtak. A lánc és a vetülék, illetve a csomó durva gyapjú, a csomózás gördesz 900-2000/dm². 0,9×0,7 méter, 1,7×1,1 méter, a színezés nem harmonikus, barnás tónusok, cseresznye-ibolya, piszkosfehér, sárgás. A középmezőt gyakran tagolja a három kis geometrikus motívumokkal telerajzolt, ferdén lehelyezett négyzet, széles keret, borospohár-motívummal.
- Szeihur. Nehezen megközelíthető helyről származik, Tbiliszitől északra. A lánc pamut vagy gyapjú, a vetülék és csomó gyapjú gördesz 1000-1800/dm². Összekötő szőnyegek legfeljebb 3 méterig. Világos színek, rombuszokkal díszített keret, általában szélesebb mint a belső mező. A mező két hosszanti sávból áll, mértani motívumokkal.
- szumak szőnyeg.
- Talis. Baki környékén készül. Pamut, gyapjú, kecskeszőr, a csomózás gördesz 800-1500/dm² 2,5×1,2 méter, 3×1,3 méter, néha sárga fehér alappal a kereten színes minták, a középmező egyszínű, csillagsor vagy rombuszsor, rákmotívum, a kereten nyílhegy futókutya, cikkcakk, jellege hasonlít a kazakhoz.
- Csicsi. Csecsen törzsek készítik. Finom, rövid szőrű gyapjú gördesz csomó 1400/dm² 1,4×1 méter. Komorkék alapon elefántcsont, vörös, barnásnarancs, mozaikszerűen tagolt középmező spirál virágmotívummal, 3-6 soros kereten rozetta.

### Örményország
Régi örmény szőnyegek. 1880 körül kerültek Európába kuba néven, és egyszerű kaukázusi szőnyegeknek tartották őket. Csak újabban állapították meg, hogy ezek az örmény szőnyegek egyik csoportja. Típusai:
- Fás szőnyeg. A medalionban archaikus fa motívum.
- Madaras szőnyeg. Világos alapon madárpár a fő motívum.
- Basztardszőnyeg. 1720-1780, de már 1700 előtt is készültek kivitelre ilyen szőnyegek.

Új örmény szőnyegek. Egy részük tükörképszerűen van megkettőzve, szigorúan stilizált állatpárok. másik típus perzsa hatásra jött létre. Nagyon keleti hatásra utalnak a mongol címerállatok megjelenése.
- Szivasz. Szivasz város a gyűjtőhely, már első világháború előtt elterjedt a nagyipari szőnyegkészítés. A készítők főleg örmények. 1966 óta visszaszorult. Juhgyapjú, gördesz csomó, 3x2 m 3,5x2,5 m 4x3 m. Ennél nagyobb ritka.
- Urfa. 1900 és 1910 között német gyárosok alapította üzem, régi élőképeket utánoznak.

### Kurdisztán
Ma ritkán hozzák forgalomba a nomád törzsek által készített darabokat. Régebben 1890-1900 között kerültek Európába jürük néven.
- Moszul szőnyeg: Moszulban gyűjtik a kurdok által készített szőnyegeket, de az itt élő arabok, örmények, zsidók is foglalkoznak szőnyegkészítéssel. Anyaguk juhgyapjú, teveszőr, kecskeszőr. Gördesz csomózással készülnek, 700-1000 csomó/négyzetdeciméter sűrűségben. Méreteik: 1,9 x 1,2, 1,2 x 0,8 m. Színezésük: sötét telt vörös, kék, sárga, a keretsáv barnás. Motívumaik tulipánszerű virágok, négy rózsából álló leveles csokor; a keret három sávból áll.
- Jürük szőnyeg: Kurd törzsek készítik juhgyapjúból és sötét kecskeszőrből, ezért a rojtok gyakran feketék. Gördesz csomók 600-1400/dm² sűrűségben. Méretek: 2 x 1; 2,6 x 1,15; 3 x 1,3 m. A színezés: rézvörös, fűzöld, sötétkék, élénksárga, fehér. A motívumok arabosak, mértani motívumok tagolják a mezőt keretsávokra, középen csillag vagy kereszt formájú motívum. A keret mindig keskeny. Nagyon hasonlítanak a kaukázusi szőnyegekre, gyakran csak puhább és fényesebb gyapjúanyagukról lehet őket megkülönböztetni.

### Közép-Ázsia
A finoman csomózott szőnyegek készítése Közép-Ázsiában, ellentétben más iszlám országokkal szinte kizárólag nomád pásztorokhoz köthető, ahol törzsi takácsok készítették, nem csak az asszonyok. Tévesen bukharai szőnyegnek nevezték ezeket a fő piaci központjuk után, vagy szintén tévesen türkmén szőnyegeknek, mivel a türkmén volt az uralkodó etnikai csoport ezeken a területeken. Könnyen megkülönböztethetők az anatóliai, kaukázusi vagy az iráni termékektől, mivel az állandóan ismétlődő minta a nyolcszögletű medál, amelyik változatos alakú, gyakran díszes geometrikus minták vesznek körül stilizált állatokkal, madarakkal, növényekkel. A kisebb medálok szabályos domináns és alárendelt elemei váltakozó ritmust alkotnak, az így kapott végtelen ismétlődésű minta összehasonlítható az anatóliai Holbein szőnyegekkel.
A 18. század előtti türkmén szőnyegek eredete erősen vitatott. Az orosz hódítás után a 19. század közepére megélénkült a tudományos kutatás, számos tanulmány jelent meg a század második felében. A Kaszpi-tengeren túli területek kormányzója A. A. Bogolyubov hatalmas gyűjteményt halmozott fel különböző közép-ázsiai törzsek mintaelemeiből, ezek képezték később a szentpétervári néprajzi múzeum gyűjteményének alapját. Általában a szőnyeget a készítő törzs neve alapján osztályozzák, a legfontosabb törzsi szőnyegek a következők: salor (salur); a másik a Tekke (a domináns törzs), a Saryk, a Chodor (Chaudor), az Arabatchi és a Yomut. Még mindig nincs egyetértés ezeknek a szőnyegeknek az osztályozásában, azaz mintaelem, és származási törzs, motívumok szerinti megkülönböztetés alapján, mivel ezek gyakran törzsek, készítési helyek szerint is gyakran cserélődtek, idővel módosultak. A műszaki jellemzők talán biztosabban jelzik a típusokat.
A türkmén szőnyegek szinte minden típusánál a lánc és a vetülék (szokásosan kettő) Z- és S-sodratú. Általában a vörös alapszín dominál, mivel a gyökerekből és rovarokból ezt tudták kivonni. Így alakultak ki a piros színek különböző árnyalatai a dió, mahagóni, lila, bíbor és a ragyogó skarlátvörös szín. A 19. század végén az anilin színezékeket már ők is alkalmazták.
A csomózó fonal anyaga kecske- vagy más állati szőr, de előfordul selyem és esetenként pamut is, amit a vándorkereskedőktől vásároltak. A különféle törzsek a csomózási technikákban is eltértek egymástól. Gyakori volt a jobb oldalra nyitott aszimmetrikus csomó, szorosan zárt, néha dupla láncfonalakkal, a tekke törzsbeliek szimmetrikus, ritkán aszimmetrikus csomókat használtak, amik jobbra jobbra nyitottak, gyakran egy vetülékfonalakkal lezárva. A saryk szimmetrikus csomókat használt, Yomut és Ersari szőnyegek lehetnek bármely csomózásúak, míg Arabatchi és Chodor szőnyegek mindkét típusa szimmetrikus csomóval dolgozott.
Az ősi szövéstechnika nemcsak a szőnyegek készítésére terjedt ki, a bolyhos hatású falikárpitokat a sátrak berendezési tárgyaihoz is előszeretettel használták, például ún. ajtókárpit, illetve állati lószerszámokat is díszítettek vele, illetve nemezelt szőnyegeket használtak a padlón és a sátor falain is. A 20. századi gyűjtők között magas ezeknek a népszerűsége.
Európai kereskedelmi hatásoktól mentesek maradtak, sokszor elszigetelt helyeken nomádok készítik. Marco Polo már megcsodálhatta a türkmén szőnyegeket. Fellendülés a Timuridák alatt jött el, ekkor hatol be a mongol ornamentika a perzsa művészetbe.

#### Nyugat-Turkesztán
Kizárólag nomádok foglalkoztak szőnyegkészítéssel. A kirgiz asszonyok nyeregtáskákat és ajtótakarókat készítettek, szőnyegekkel díszítették a kerek favázas türkmén sátrakat (kibitka) – ezt szőnyegtakaró és nemez fedi.
- Beshir. nomádok, halászok készítik az Amu-darja környékén. A lánc gyapjú vagy pamut, juta, a vetülék gyapjú, kecskeszőr, a csomó gyapjú. 800-1800/dm² szinné csomó. Méretek: 5×2, 3×1,4 méter. Imaszőnyegek kisebb méretekben is előfordulnak. Léteznek kisebb szőtt táskák (csovál) is. Vörös, sárga, kevés kék színnel szőttek, kis mértani motívumok, csillag, gyémánt, felhőszalag, rozetta, levél mintákkal, a középmező több kisebb mezőre oszlik.
- Khiva. Az egykori kaganátusban, Khivában készítették nomád törzsek. A lánc juta, a vetülék és a csomó gyapjú. 1500-2000/dm² szinné csomóval. A hosszúság 3,5 m, a kisebb előkék 3×2 méteresek. A színek és minták a yomud szőnyegekre emlékeztetnek, de előfordul buharai motívum is.
- Palasz. A teke-türkmének és jomudok készítik. Gyapjú, kétoldalt simára szőtt szőnyegek (kelimek). 1,9x3 méteres, túlnyomórészt sötétkék, gesztenyebarna színekben.
- Pende. Merv oázisban bokharák, türkmének, örmények, khivinszek készítik. Gyapjú szinné csomó 5000 is lehet négyzetdeciméterenként. 3×2 1×0,8 5×3,5 méteresek. Telt vörös, kék, fehér, elefántcsont színekben. A minta széles, több keskeny sávra felosztott keretével tűnk ki. Gyakori a gül-motívum.
- Teke-türkmén. Ashabád és Merv környékén élő félnomád törzs, főleg asszonyok készítik. Gyapjú, a lánc juta. Szinné csomó, 3000-5000/dm² méretek európai igényhez igazodnak, régebben 2,8×1,6 méteres 1,1×0,8 méteres, újabban 5×4 méteres darabok. Túlnyomórészt piros színek a mahagónitól ökörvérvörösig, ibolyaszínig. Szabályos sorokba rendezett nyolcszögek tarantellamotívumokkal, stilizált csillagokkal és horgokkal. Gyakori a keretben a csillag, rombusz, mértani motívumok, de növények is. Európában nagyon elterjedt szőnyegfajta.
- Jomud. Az óriási területen élő nomád jomudok készítik. Gyapjú- és állatszőr, 3×2 méter szinné csomó, 2000/dm². A színek a vörös teljes skálája, elsősorban gül-motívumok vízszintes vagy függőleges sorokban. A kereten stilizált madár, sas, levelek fák láthatók.
- Buharai. Ezen a néven a teke-türkmének által előállított szőnyegek kerülnek piacra, Buhara csak a gyűjtőhely neve. A lánc juta, a vetülék és a csomó gyapjú vagy selyem. Szinné csomózás 2500-4500/dm². Méretek: előkék és 3,4 m hosszú szőnyegek. Vörös árnyalatok, fehér és barna. Ismétlődő nyolcszög-sorok, keretben csillagok nyolcszögek.
- Fergana. Kara-kirgizek és kara-kalpakok készítik. A csomó gyapjú szinné. Főként vörös, sötét gesztenyebarna, újabban téglavörös. Türkmén és beludzs motívumok keverednek, durva kivitelben.

#### Kelet-Turkesztán
Itt kínaiak, kalmükök, kirgizek készítenek szőnyeget. A hagyomány az időszámítás kezdetéig visszanyúlik, bizonyították ezt az   Ethnologisches Museum Berlin Turfan-expedíciója, Stein Aurél utazásai, az anyagot azonban nehéz rendszerezni. csak 1900 után kerültek elő keleti szőnyegek Konstantinápolyon keresztül, és akkor is Szamarkandnak és Margehannak nevezték őket. Ezek azonban csak a raktározás, nem a készítés helyét határozzák meg. Türkmén hatások megfigyelhetők abban is, hogy gyakoriak a fémszálak (arany ezüst).
- Yarkand. Jarkandban készítik, gyapjú, ritkábban selyem szinné csomózással 4×2 méteres méretben. Sötétkék vagy nem túl mély mahagónivörös színű mintázattal, az alap sárga vagy szürkébe áttűnő fehér.
- Kasgar. Kasgarban készítik, a technika azonos a yarkand szőnyegekkel, maga a motívum kínai.
- Khotan. Selyem- vagy pamut-láncfonal, a csomó és a vetülék vetülék gyapjú, gödesz illetve szinné csomózás 300-500/dm². Méretek: 1,1×0,9 méter 2,5×1,5 méter 2,5×4,5méter, 1,3×2 méter. Tömör színek, téglavörös, sötétkék, fehér, aranysárga. Kínai motívumok a jellemzők, például virágos ágak, virágvázák, meander, természethű állatok, denevér, pillangó, életfa. A medalion, csintamani, szvasztika, a kereten meander, rozetta.
- Szamarkand. A lánc gyapjú vagy pamut, a vetülék és a csomó gyapjú 600-800/dm² szinné. 4 méter hosszúságig gyártják, Színezése: a sárga minden árnyalata előfordul, de gyakori a kék, rózsaszín, ibolya. A mezőben három medalion vagy szabályosan elosztott motívumok, a kereten meander található.

#### Afgán szőnyegek
Nomád törzsek készítették, amelyeket vándorlásaik során élelemre és egyéb tárgyakra cseréltek. Az 1900-as évektől kezdték az európai és amerikai piacra nagy mennyiségben gyártani. Széles méret kínálattal rendelkezik, a kis összekötő szőnyegtől egészen az 5x6 méteresen át a futószőnyegekig. Csomózott része gyapjú, felvetőszála pamut, amely rendkívül tartós és hosszú élettartamú szőnyeget eredményez. Az afgán szőnyegeket háromszor mossák a színvérzés elkerülése végett.
- Régi afgán: Kabul és Herát környékén gyártották. Állatszőrrel kevert gyapjú. A csomózása Gheordes (dupla     csomó), 100.000-150.000 csomó/m². hosszúságuk 5,5 méter is lehet. Általában melegvörös mintában kék, fehér, világospiros. Mértani minta. A szegély hat csíkból is állhat, borbélybot díszítéssel, cikkcakkvonallal, homokóra-motívummal.
- Modern afgán: Csomózása megegyezik a klasszikus afgán szőnyeggel, motívumai a kortárs és a klasszikus ötvözete. pl. Aikat szőnyeg, Shawal szőnyeg, Gebbe szőnyeg.
- Ennsszi/Hashli: Ezeket a szőnyegeket keresztény hívők készítették, ezért bekerült a kereszt is a motívumkincsbe, másban nem különböznek az afgán szőnyegektől. Faliszőnyegként használták.
- Kabul. Valószínűleg magában Kabulban készítették őket, az bizonyos, hogy innen kerültek piacra 1890-1900 között később azonban eltűntek, mivel lágy, ujjatlan köpenyként is használták, gyapjú, selyemmel kombinálva, selyemmel     szinné csomózással 2,9×1,4 méter méretben. A színezés réz árnyaltú vörös, sötétkék, barna motívumok, a keret krémszínű vagy fehér. Nyolcszög-sorok, elefántlábnyom. Sok darab úgy csillogott, mint az arany, ez az Itáliába és Angliába szánt darabok jellegzetessége volt.
- Aqcha: Afganisztán északi részén helyezkedő Aqcha város, inkább a durva csomózású szőnyegeiről híres, amelyeken főleg a sötét bordó szín dominál.
- Kargai: A mai afgán szőnyegek többsége Észak Afganisztánban készül: Mazar-e Shariff, Sheberghan, Aqcha. Helyi szövők készítik otthonaikban vagy szövőházakban (karkhana). Csomózása követi a hagyományos régi csomózási technikát (Gheordes). Csomósűrűség 150.000-220.000 csomó/m², színei főleg sötétebb színek.
- Khalmohamadi: A Khalmohamadi szőnyegek mélybordó színvilágáról kapta a nevét. Khal Mohamad egy türkmén férfi, aki a mélybordó színeket fedezte fel, különböző növényekből.

#### Beludzsisztán
Gyűjtőhelye Meshed. A letelepült nomádok készítették ezeket, termékeik között nagyok a minőségi különbségek.
- beludzs. A nomád beludzsok készítik őket. A láncfonal gyapjú és állatszőr vagy juta, a vetülék kecskeszőr vagy gyapjú, a szenné csomó gyapjú. 1000-1500/dm² sűrűségben, 1,2×0,8 méter 2,1×1,2 méter 2×1,5 méter méretekben. A színezés főleg vörös és barna, ritkábban kék és fehér, sötét árnyalat. Mértani motívumvirágok, amik a középmezőt átlós sávokra tagolják.

A Mesheden keresztül érkező szőnyegeket meshed-beludzsnak nevezik.

### India
Régebben úgy vélték, hogy Nagy Akbar (uralkodott 1556-1605), a harmadik mogul sah terjesztette el a csomózott gyapjúszőnyegeket Indiában, régi szövegek bizonyítják, hogy Észak-Indiában és a Dekkán-fennsíkon jelen voltak a Delhi Szultanátus időszakában. Nyilvánvaló a hasonlóságuk a szafavida Irán kézműves termékeivel, különösen a minták tekintetében, amiket valószínűleg a szövők hoztak Iránból. Ezek mint festett lapok, kéziratok vagy könyvborítók kerültek a térségbe. Akbar nem hozott létre a szőnyegszövés művészetének ápolására külön udvari műhelyeket, ahogy azt az Ain-i Akbari című munkájában Abu al-Fazl kortárs arab történetíró is megírta. A szőnyegeket nem tartották művészi munkának, azonosan kezelték a bútorokkal, inkább a háztartási cikkek közé sorolták őket. Csomózott szőnyegeket készítő takácsok sora telepedett le Agrában, Fatehpur Szikriben, Lahorban és más nagyvárosokban, de kész szőnyegeket is behoztak Indiába elsősorban Iránból.
A 19. századig az indiai szőnyegeket nem datálták, nem írták alá. A művek keletkezési idejét más dátummal ellátott mintázatok, festmények vagy könyvborítók alapján azonosították. A leggyakoribb mogul stílus Akbar időszakában a szőnyegtervezésben megjelenő kék alapú, piros szegélyű szőnyeg volt. Szimmetrikus szőlőindák és egyszerű palmetták töltötték ki a felületet. Az ilyen szőnyegek a legelterjedtebbek az összes, az időszakot "túlélt" klasszikus szőnyeg közül, ezeket „Herat”, „Indo-Iszfahán” vagy „Indo-perzsa” szőnyegeknek is nevezik a csaknem egységes, de mindenképpen közös tőről fakadó mintázat miatt.
Kis számban ezek közül a gyapjú alapú csomózott szőnyegek közül a minták szerint is csoportosíthatók. Néhányan miniatűr festményekre emlékeztetnek, ezek az úgynevezett „kép-formátumú” szőnyegek. Ellentétben a 16. századi perzsa szőnyegekkel, az állatos jelenetek küzdelmeket jelenítenek meg vagy mitikus személyek csoportjait, és a részletek egy nagyobb összefüggő történet részeit alkotják. Ez a koncepció korábban ismeretlen volt az iráni szőnyegeknél, speciálisan mogul tervezésre utal. Ez a tulajdonképpeni elbeszélő stílus otthoni és mitológiai jeleneteket ábrázolt, például ilyen az 1480-as években készült Ames szőnyeg is. Nem ismert, hogy mennyi ideig tartott ennek a stílusnak Észak-Iránból Indiába eljutni, de több mint egy évszázadon keresztül a mintaelemek népszerűek maradtak.
A szőnyegek szegélye meglehetősen hangsúlyos keretben arcképeket tartalmaz palmettákkal körülvéve. Néhány, valószínűleg Akbar korából fennmaradt vörös alapon mitikus állatfigurákat ábrázoló szőnyegtöredék bizonyítja, hogy Lahor rádzsput urai is kedvelték a szőtt és csomózott szőnyegeket.
A legjobban dokumentált mogul példák a valamivel későbbi Girdlers (1631 körül) és az ún. Fremlin szőnyegek (1640 k.) már egyértelműen meghatározták a standard „indo-perzsa” szőnyeg ismérveit, amit már az európai piac igényei szerint is készítettek. Mindkettőt a helyi európaiak megbízásaként szőtték Lahorban. A Girdlers szőnyeg öt európai címertani motívumot is tartalmaz. A szegélyek hagyományosak, amelyekben palmetták láthatók, és a mezőt összetekeredő szőlőindák töltik ki rügyekkel, virágokkal, bonyolult mintázatokkal, és lilaakáchoz hasonló fürtökkel.
A hasonló szőnyegek heraldikai utalások nélkül például a nagy Morgan szőnyeg, Pamutlánc és -vetülék, aszimmetrikus csomózás, 833,1 cm×274,3 cm) ahol a mezőben fák alatt, szimmetrikusan ismétlődő állati küzdelmek láthatók.
Fontos típus még az úgynevezett Illchester szőnyeg, amely hasonlít a Girdlers szőnyeghez, kék alapon ügyesen rajzolt állatokat tartalmaz ugyanúgy mint a Fremlin szőnyeg. Mind a négy szőnyeg valószínűleg Lahorban készült 1630 és 1650 között. 1620-ban Dzsahángír szultán bátorítására a virágok új ábrázolás módja terjedt el. Akkor jött szokásba az európai gyógynövények ábrázolása és szolgai másolása is. Megjelent néhány dekoratív újítás is például a virágok nagy, karéjos ívben szerepeltek, gyakran tartják ezeket méretük miatt imaszőnyegeknek, de valószínűleg kárpitok voltak a falakra, ajtókba, sátrakba, és viszonylag durva minőségük miatt nem dísztárgyak, hanem használati tárgyak voltak. Ekkor jelentek meg az úgynevezett „fa” szőnyegek is ahol hatalmas virágzó fákat ábrázoltak központi elemként. A hetedik század végére a általánossá váltak a viszonylag letisztult formák, szinte megszűntek a harci jelenetek és állatok, egyre ritkábbak lettek a bonyolult mintázatok, szőlőindák, virágok. Ez a legjobban megfigyelhető a Gulbenkian szőnyegtöredékben figyelhető meg legjobban. A középen lévő medálmotívumot hangsúlyozzák ki ezek a díszek, megjelentek a jól kidolgozott virágok és fák. A 17 század második felétől szokásosan eredeti alakú négyszögletes szőnyegeket szőttek Lahorban ahol a rádzsputok palotáit díszítették virágos „rácsos” szőnyegekkel. Virágos rácsos szőnyegek a késői Sáh Dzsahán időszakban terjedtek el, Ekkor kezdték el gyártani a legtöbb finoman csomózott klasszikus indiai szőnyegféléket. A csomósűrűségre példa a washingtoni textilmúzeumban őrzött indiai szőnyegek, amelyeknél átlagosan 3100 csomó található négyzetdeciméterenként. A szőnyeg kerete kezdetben egyre bonyolultabbá vált, majd a 19. század elejére meg is szűnt.
Az erőteljes perzsa hatás miatt jogos az indoperzsa megnevezés is. Ornamentikájuk azonban mindig naturálisabb: a perzsaszőnyegek ágábrázolásai mindig egyenesek, Indiában viszont az ágak meghajolnak a sok virág miatt. A virágkészlet a nyárból és az őszből táplálkozik (míg a perzsa inkább tavaszias). Mintázatuk is levegősebb. Anyaguk a legjobb kasmírgyapjú, ritkábban selyem.
Exportjuk 1850 körül vált jelentőssé. A kereslet vissza is hatott a termelésre: ezután már kiválasztott minták alapján kellett készülniük. Ezzel az indiai szőnyegművészet minden hagyományos vonása megszűnt (az angolok az egész hagyományos indiai kézműipart tönkretették). Néhány indiai luxusszőnyeget velencei és francia művészek terveztek.
Az újabb szőnyegkészítés nem különösebben jelentős, rossz minőségű anyagból készül, nem sűrű csomózással. A 20. században megjelent a tömeggyártás, ami az árak zuhanását is okozta.

### Pakisztán
Nyugat-Pakisztán muszlim lakossága készíti őket, Lahorban és Karacsiban perzsa, türkmén, kaukázusi minták szerint. Ez a termelés csak a második világháború után lendült fel, amikor iszlám vallású indiai szövők költöztek át.
A numdah típusú szőnyegek vagy szövöttek, vagy filcalapra csomózottak. Alapszínük krém vagy fekete, motívumaik virágok, állatok.
A buharai típusú szőnyeg Karacsi, Lahor, Haidarábád szőnyegiparában szokásos; türkmén, perzsa, kaukázusi mintákat másol. Anyaga gyapjú vagy pamut, nagyon sűrű szinné csomózással.

### Kína
Kínai szőnyegeket Európában 1900-ig nem ismertek, piacra is csak 1920 után kerültek. A szőnyegkészítés kezdete a Szung-dinasztia idejére (951-1280) nyúlik vissza. Kínai kerámiák, lakkmunkák, iparművészeti termékek motívumait használták fel, a motívumok taoista és buddhista szimbólumokra vezethetők vissza. 1275-ben Marco Polo egy Cambulacban működő manufaktúráról tudósított.
A legrégibb luxusszőnyegek a Ming-dinasztia korából maradtak fenn. Teljes egészében selyemből szőtték őket, nemesfémszálakkal kombinálva. Az egyes motívumokat különböző hosszúságban nyírták meg, így domborműszerű hatást értek el.
A Kanghi-dinasztia (1662–1722) korában naturalista elemekkel bővült az ornamentika. Színezésben dominált a császársárga. A Jung-csing-dinasztia (1723–1735) ornamentikája tovább gazdagodott, a fő szín a citromsárga lett.
A Kien-lung-dinasztia idején (1736–1796) bontakozott ki teljes pompájában a kínai szőnyegművészet. Motívumkincse a tudomány, etika, zene szimbólumaival gazdagodott: a témák között írástekercsek, lírák, hatalomjelvények, vázák, legyezők tűntek fel. Indiai és perzsa hatásra több virágminta jelent meg. Az alap mindig fehér, kék vagy vörös rajzolattal, vagy sötét terrakottaszín fehér rajzolattal.
A szőnyegek méretei is segítenek koruk meghatározásához. A régiek kicsik, a 3×2 méter már nagynak számít, ovális vagy négyzet alakúak is lehettek. Az újabbak méretei 4×3 méteresnél ritkán nagyobbak.
A középső mező mindig egyszínű, rajta medalion és sarokmotívumok. A kereten gyakori a T-betűs szegélydísz és a meander. 1910 óta Chinois (sinoá) néven készülő szőnyegek alkalmazkodnak a nyugati ízléshez, gyapjúból készülnek, plasztikusan nyírott csomózással, európai méretekben.

### Spanyolország
Spanyolország és a keleti szőnyegek története csak rövid ideig főződik össze. A 12. században terjedt el az olcsó kaukázusi szőnyeg, ezt kezdték másolni. A 15. században kisázsiai luxusszőnyegek kerültek ide, ezeket szintén másolták, figurális motívumokkal és kúfi írásmintákkal egészítették ki. 1500 után eltűntek a keleti díszítőelemek, ekkor már az olasz reneszánsz motívumait vették át. A szőnyegkészítés központja Murcia volt, itt a spanyol nemesi családok címereit is a szőnyegbe szőtték. A 18. században királyi manufaktúrák létesültek, ezek vitték tovább a szőnyegszövés hagyományát.

## Szőnyegek használati típus szerint
- savonnerie-szőnyeg
- aubusson-szőnyeg
- imaszőnyeg
- padlószőnyeg
- rongyszőnyeg
- lábtörlő
- faliszőnyeg

## Lábjegyzet
Az 1900-as évektől kezdték az európai és amerikai piacra nagy mennyiségben gyártani.
1. ↑  Afgán szőnyegek – carpetdepo.com